# Мат с кон и офицер
|   | a | b | c | d | e | f | g | h |   |
| 8 | бял кръг на бяло поле a8 · бял кръг на черно поле b8 · черен кръг на бяло поле g8 · черен кръг на черно поле h8 · бял кръг на черно поле a7 · черен кръст на черно поле c7 · черен кръст на бяло поле f7 · черен кръг на бяло поле h7 · черен кръст на черно поле b6 · черен кръст на бяло поле g6 · черен кръст на бяло поле b3 · черен кръст на черно поле g3 · черен кръг на бяло поле a2 · черен кръст на бяло поле c2 · черен кръст на черно поле f2 · бял кръг на черно поле h2 · черен кръг на черно поле a1 · черен кръг на бяло поле b1 · бял кръг на черно поле g1 · бял кръг на бяло поле h1 | бял кръг на бяло поле a8 · бял кръг на черно поле b8 · черен кръг на бяло поле g8 · черен кръг на черно поле h8 · бял кръг на черно поле a7 · черен кръст на черно поле c7 · черен кръст на бяло поле f7 · черен кръг на бяло поле h7 · черен кръст на черно поле b6 · черен кръст на бяло поле g6 · черен кръст на бяло поле b3 · черен кръст на черно поле g3 · черен кръг на бяло поле a2 · черен кръст на бяло поле c2 · черен кръст на черно поле f2 · бял кръг на черно поле h2 · черен кръг на черно поле a1 · черен кръг на бяло поле b1 · бял кръг на черно поле g1 · бял кръг на бяло поле h1 | бял кръг на бяло поле a8 · бял кръг на черно поле b8 · черен кръг на бяло поле g8 · черен кръг на черно поле h8 · бял кръг на черно поле a7 · черен кръст на черно поле c7 · черен кръст на бяло поле f7 · черен кръг на бяло поле h7 · черен кръст на черно поле b6 · черен кръст на бяло поле g6 · черен кръст на бяло поле b3 · черен кръст на черно поле g3 · черен кръг на бяло поле a2 · черен кръст на бяло поле c2 · черен кръст на черно поле f2 · бял кръг на черно поле h2 · черен кръг на черно поле a1 · черен кръг на бяло поле b1 · бял кръг на черно поле g1 · бял кръг на бяло поле h1 | бял кръг на бяло поле a8 · бял кръг на черно поле b8 · черен кръг на бяло поле g8 · черен кръг на черно поле h8 · бял кръг на черно поле a7 · черен кръст на черно поле c7 · черен кръст на бяло поле f7 · черен кръг на бяло поле h7 · черен кръст на черно поле b6 · черен кръст на бяло поле g6 · черен кръст на бяло поле b3 · черен кръст на черно поле g3 · черен кръг на бяло поле a2 · черен кръст на бяло поле c2 · черен кръст на черно поле f2 · бял кръг на черно поле h2 · черен кръг на черно поле a1 · черен кръг на бяло поле b1 · бял кръг на черно поле g1 · бял кръг на бяло поле h1 | бял кръг на бяло поле a8 · бял кръг на черно поле b8 · черен кръг на бяло поле g8 · черен кръг на черно поле h8 · бял кръг на черно поле a7 · черен кръст на черно поле c7 · черен кръст на бяло поле f7 · черен кръг на бяло поле h7 · черен кръст на черно поле b6 · черен кръст на бяло поле g6 · черен кръст на бяло поле b3 · черен кръст на черно поле g3 · черен кръг на бяло поле a2 · черен кръст на бяло поле c2 · черен кръст на черно поле f2 · бял кръг на черно поле h2 · черен кръг на черно поле a1 · черен кръг на бяло поле b1 · бял кръг на черно поле g1 · бял кръг на бяло поле h1 | бял кръг на бяло поле a8 · бял кръг на черно поле b8 · черен кръг на бяло поле g8 · черен кръг на черно поле h8 · бял кръг на черно поле a7 · черен кръст на черно поле c7 · черен кръст на бяло поле f7 · черен кръг на бяло поле h7 · черен кръст на черно поле b6 · черен кръст на бяло поле g6 · черен кръст на бяло поле b3 · черен кръст на черно поле g3 · черен кръг на бяло поле a2 · черен кръст на бяло поле c2 · черен кръст на черно поле f2 · бял кръг на черно поле h2 · черен кръг на черно поле a1 · черен кръг на бяло поле b1 · бял кръг на черно поле g1 · бял кръг на бяло поле h1 | бял кръг на бяло поле a8 · бял кръг на черно поле b8 · черен кръг на бяло поле g8 · черен кръг на черно поле h8 · бял кръг на черно поле a7 · черен кръст на черно поле c7 · черен кръст на бяло поле f7 · черен кръг на бяло поле h7 · черен кръст на черно поле b6 · черен кръст на бяло поле g6 · черен кръст на бяло поле b3 · черен кръст на черно поле g3 · черен кръг на бяло поле a2 · черен кръст на бяло поле c2 · черен кръст на черно поле f2 · бял кръг на черно поле h2 · черен кръг на черно поле a1 · черен кръг на бяло поле b1 · бял кръг на черно поле g1 · бял кръг на бяло поле h1 | бял кръг на бяло поле a8 · бял кръг на черно поле b8 · черен кръг на бяло поле g8 · черен кръг на черно поле h8 · бял кръг на черно поле a7 · черен кръст на черно поле c7 · черен кръст на бяло поле f7 · черен кръг на бяло поле h7 · черен кръст на черно поле b6 · черен кръст на бяло поле g6 · черен кръст на бяло поле b3 · черен кръст на черно поле g3 · черен кръг на бяло поле a2 · черен кръст на бяло поле c2 · черен кръст на черно поле f2 · бял кръг на черно поле h2 · черен кръг на черно поле a1 · черен кръг на бяло поле b1 · бял кръг на черно поле g1 · бял кръг на бяло поле h1 | 8 |
| 7 | бял кръг на бяло поле a8 · бял кръг на черно поле b8 · черен кръг на бяло поле g8 · черен кръг на черно поле h8 · бял кръг на черно поле a7 · черен кръст на черно поле c7 · черен кръст на бяло поле f7 · черен кръг на бяло поле h7 · черен кръст на черно поле b6 · черен кръст на бяло поле g6 · черен кръст на бяло поле b3 · черен кръст на черно поле g3 · черен кръг на бяло поле a2 · черен кръст на бяло поле c2 · черен кръст на черно поле f2 · бял кръг на черно поле h2 · черен кръг на черно поле a1 · черен кръг на бяло поле b1 · бял кръг на черно поле g1 · бял кръг на бяло поле h1 | бял кръг на бяло поле a8 · бял кръг на черно поле b8 · черен кръг на бяло поле g8 · черен кръг на черно поле h8 · бял кръг на черно поле a7 · черен кръст на черно поле c7 · черен кръст на бяло поле f7 · черен кръг на бяло поле h7 · черен кръст на черно поле b6 · черен кръст на бяло поле g6 · черен кръст на бяло поле b3 · черен кръст на черно поле g3 · черен кръг на бяло поле a2 · черен кръст на бяло поле c2 · черен кръст на черно поле f2 · бял кръг на черно поле h2 · черен кръг на черно поле a1 · черен кръг на бяло поле b1 · бял кръг на черно поле g1 · бял кръг на бяло поле h1 | бял кръг на бяло поле a8 · бял кръг на черно поле b8 · черен кръг на бяло поле g8 · черен кръг на черно поле h8 · бял кръг на черно поле a7 · черен кръст на черно поле c7 · черен кръст на бяло поле f7 · черен кръг на бяло поле h7 · черен кръст на черно поле b6 · черен кръст на бяло поле g6 · черен кръст на бяло поле b3 · черен кръст на черно поле g3 · черен кръг на бяло поле a2 · черен кръст на бяло поле c2 · черен кръст на черно поле f2 · бял кръг на черно поле h2 · черен кръг на черно поле a1 · черен кръг на бяло поле b1 · бял кръг на черно поле g1 · бял кръг на бяло поле h1 | бял кръг на бяло поле a8 · бял кръг на черно поле b8 · черен кръг на бяло поле g8 · черен кръг на черно поле h8 · бял кръг на черно поле a7 · черен кръст на черно поле c7 · черен кръст на бяло поле f7 · черен кръг на бяло поле h7 · черен кръст на черно поле b6 · черен кръст на бяло поле g6 · черен кръст на бяло поле b3 · черен кръст на черно поле g3 · черен кръг на бяло поле a2 · черен кръст на бяло поле c2 · черен кръст на черно поле f2 · бял кръг на черно поле h2 · черен кръг на черно поле a1 · черен кръг на бяло поле b1 · бял кръг на черно поле g1 · бял кръг на бяло поле h1 | бял кръг на бяло поле a8 · бял кръг на черно поле b8 · черен кръг на бяло поле g8 · черен кръг на черно поле h8 · бял кръг на черно поле a7 · черен кръст на черно поле c7 · черен кръст на бяло поле f7 · черен кръг на бяло поле h7 · черен кръст на черно поле b6 · черен кръст на бяло поле g6 · черен кръст на бяло поле b3 · черен кръст на черно поле g3 · черен кръг на бяло поле a2 · черен кръст на бяло поле c2 · черен кръст на черно поле f2 · бял кръг на черно поле h2 · черен кръг на черно поле a1 · черен кръг на бяло поле b1 · бял кръг на черно поле g1 · бял кръг на бяло поле h1 | бял кръг на бяло поле a8 · бял кръг на черно поле b8 · черен кръг на бяло поле g8 · черен кръг на черно поле h8 · бял кръг на черно поле a7 · черен кръст на черно поле c7 · черен кръст на бяло поле f7 · черен кръг на бяло поле h7 · черен кръст на черно поле b6 · черен кръст на бяло поле g6 · черен кръст на бяло поле b3 · черен кръст на черно поле g3 · черен кръг на бяло поле a2 · черен кръст на бяло поле c2 · черен кръст на черно поле f2 · бял кръг на черно поле h2 · черен кръг на черно поле a1 · черен кръг на бяло поле b1 · бял кръг на черно поле g1 · бял кръг на бяло поле h1 | бял кръг на бяло поле a8 · бял кръг на черно поле b8 · черен кръг на бяло поле g8 · черен кръг на черно поле h8 · бял кръг на черно поле a7 · черен кръст на черно поле c7 · черен кръст на бяло поле f7 · черен кръг на бяло поле h7 · черен кръст на черно поле b6 · черен кръст на бяло поле g6 · черен кръст на бяло поле b3 · черен кръст на черно поле g3 · черен кръг на бяло поле a2 · черен кръст на бяло поле c2 · черен кръст на черно поле f2 · бял кръг на черно поле h2 · черен кръг на черно поле a1 · черен кръг на бяло поле b1 · бял кръг на черно поле g1 · бял кръг на бяло поле h1 | бял кръг на бяло поле a8 · бял кръг на черно поле b8 · черен кръг на бяло поле g8 · черен кръг на черно поле h8 · бял кръг на черно поле a7 · черен кръст на черно поле c7 · черен кръст на бяло поле f7 · черен кръг на бяло поле h7 · черен кръст на черно поле b6 · черен кръст на бяло поле g6 · черен кръст на бяло поле b3 · черен кръст на черно поле g3 · черен кръг на бяло поле a2 · черен кръст на бяло поле c2 · черен кръст на черно поле f2 · бял кръг на черно поле h2 · черен кръг на черно поле a1 · черен кръг на бяло поле b1 · бял кръг на черно поле g1 · бял кръг на бяло поле h1 | 7 |
| 6 | бял кръг на бяло поле a8 · бял кръг на черно поле b8 · черен кръг на бяло поле g8 · черен кръг на черно поле h8 · бял кръг на черно поле a7 · черен кръст на черно поле c7 · черен кръст на бяло поле f7 · черен кръг на бяло поле h7 · черен кръст на черно поле b6 · черен кръст на бяло поле g6 · черен кръст на бяло поле b3 · черен кръст на черно поле g3 · черен кръг на бяло поле a2 · черен кръст на бяло поле c2 · черен кръст на черно поле f2 · бял кръг на черно поле h2 · черен кръг на черно поле a1 · черен кръг на бяло поле b1 · бял кръг на черно поле g1 · бял кръг на бяло поле h1 | бял кръг на бяло поле a8 · бял кръг на черно поле b8 · черен кръг на бяло поле g8 · черен кръг на черно поле h8 · бял кръг на черно поле a7 · черен кръст на черно поле c7 · черен кръст на бяло поле f7 · черен кръг на бяло поле h7 · черен кръст на черно поле b6 · черен кръст на бяло поле g6 · черен кръст на бяло поле b3 · черен кръст на черно поле g3 · черен кръг на бяло поле a2 · черен кръст на бяло поле c2 · черен кръст на черно поле f2 · бял кръг на черно поле h2 · черен кръг на черно поле a1 · черен кръг на бяло поле b1 · бял кръг на черно поле g1 · бял кръг на бяло поле h1 | бял кръг на бяло поле a8 · бял кръг на черно поле b8 · черен кръг на бяло поле g8 · черен кръг на черно поле h8 · бял кръг на черно поле a7 · черен кръст на черно поле c7 · черен кръст на бяло поле f7 · черен кръг на бяло поле h7 · черен кръст на черно поле b6 · черен кръст на бяло поле g6 · черен кръст на бяло поле b3 · черен кръст на черно поле g3 · черен кръг на бяло поле a2 · черен кръст на бяло поле c2 · черен кръст на черно поле f2 · бял кръг на черно поле h2 · черен кръг на черно поле a1 · черен кръг на бяло поле b1 · бял кръг на черно поле g1 · бял кръг на бяло поле h1 | бял кръг на бяло поле a8 · бял кръг на черно поле b8 · черен кръг на бяло поле g8 · черен кръг на черно поле h8 · бял кръг на черно поле a7 · черен кръст на черно поле c7 · черен кръст на бяло поле f7 · черен кръг на бяло поле h7 · черен кръст на черно поле b6 · черен кръст на бяло поле g6 · черен кръст на бяло поле b3 · черен кръст на черно поле g3 · черен кръг на бяло поле a2 · черен кръст на бяло поле c2 · черен кръст на черно поле f2 · бял кръг на черно поле h2 · черен кръг на черно поле a1 · черен кръг на бяло поле b1 · бял кръг на черно поле g1 · бял кръг на бяло поле h1 | бял кръг на бяло поле a8 · бял кръг на черно поле b8 · черен кръг на бяло поле g8 · черен кръг на черно поле h8 · бял кръг на черно поле a7 · черен кръст на черно поле c7 · черен кръст на бяло поле f7 · черен кръг на бяло поле h7 · черен кръст на черно поле b6 · черен кръст на бяло поле g6 · черен кръст на бяло поле b3 · черен кръст на черно поле g3 · черен кръг на бяло поле a2 · черен кръст на бяло поле c2 · черен кръст на черно поле f2 · бял кръг на черно поле h2 · черен кръг на черно поле a1 · черен кръг на бяло поле b1 · бял кръг на черно поле g1 · бял кръг на бяло поле h1 | бял кръг на бяло поле a8 · бял кръг на черно поле b8 · черен кръг на бяло поле g8 · черен кръг на черно поле h8 · бял кръг на черно поле a7 · черен кръст на черно поле c7 · черен кръст на бяло поле f7 · черен кръг на бяло поле h7 · черен кръст на черно поле b6 · черен кръст на бяло поле g6 · черен кръст на бяло поле b3 · черен кръст на черно поле g3 · черен кръг на бяло поле a2 · черен кръст на бяло поле c2 · черен кръст на черно поле f2 · бял кръг на черно поле h2 · черен кръг на черно поле a1 · черен кръг на бяло поле b1 · бял кръг на черно поле g1 · бял кръг на бяло поле h1 | бял кръг на бяло поле a8 · бял кръг на черно поле b8 · черен кръг на бяло поле g8 · черен кръг на черно поле h8 · бял кръг на черно поле a7 · черен кръст на черно поле c7 · черен кръст на бяло поле f7 · черен кръг на бяло поле h7 · черен кръст на черно поле b6 · черен кръст на бяло поле g6 · черен кръст на бяло поле b3 · черен кръст на черно поле g3 · черен кръг на бяло поле a2 · черен кръст на бяло поле c2 · черен кръст на черно поле f2 · бял кръг на черно поле h2 · черен кръг на черно поле a1 · черен кръг на бяло поле b1 · бял кръг на черно поле g1 · бял кръг на бяло поле h1 | бял кръг на бяло поле a8 · бял кръг на черно поле b8 · черен кръг на бяло поле g8 · черен кръг на черно поле h8 · бял кръг на черно поле a7 · черен кръст на черно поле c7 · черен кръст на бяло поле f7 · черен кръг на бяло поле h7 · черен кръст на черно поле b6 · черен кръст на бяло поле g6 · черен кръст на бяло поле b3 · черен кръст на черно поле g3 · черен кръг на бяло поле a2 · черен кръст на бяло поле c2 · черен кръст на черно поле f2 · бял кръг на черно поле h2 · черен кръг на черно поле a1 · черен кръг на бяло поле b1 · бял кръг на черно поле g1 · бял кръг на бяло поле h1 | 6 |
| 5 | бял кръг на бяло поле a8 · бял кръг на черно поле b8 · черен кръг на бяло поле g8 · черен кръг на черно поле h8 · бял кръг на черно поле a7 · черен кръст на черно поле c7 · черен кръст на бяло поле f7 · черен кръг на бяло поле h7 · черен кръст на черно поле b6 · черен кръст на бяло поле g6 · черен кръст на бяло поле b3 · черен кръст на черно поле g3 · черен кръг на бяло поле a2 · черен кръст на бяло поле c2 · черен кръст на черно поле f2 · бял кръг на черно поле h2 · черен кръг на черно поле a1 · черен кръг на бяло поле b1 · бял кръг на черно поле g1 · бял кръг на бяло поле h1 | бял кръг на бяло поле a8 · бял кръг на черно поле b8 · черен кръг на бяло поле g8 · черен кръг на черно поле h8 · бял кръг на черно поле a7 · черен кръст на черно поле c7 · черен кръст на бяло поле f7 · черен кръг на бяло поле h7 · черен кръст на черно поле b6 · черен кръст на бяло поле g6 · черен кръст на бяло поле b3 · черен кръст на черно поле g3 · черен кръг на бяло поле a2 · черен кръст на бяло поле c2 · черен кръст на черно поле f2 · бял кръг на черно поле h2 · черен кръг на черно поле a1 · черен кръг на бяло поле b1 · бял кръг на черно поле g1 · бял кръг на бяло поле h1 | бял кръг на бяло поле a8 · бял кръг на черно поле b8 · черен кръг на бяло поле g8 · черен кръг на черно поле h8 · бял кръг на черно поле a7 · черен кръст на черно поле c7 · черен кръст на бяло поле f7 · черен кръг на бяло поле h7 · черен кръст на черно поле b6 · черен кръст на бяло поле g6 · черен кръст на бяло поле b3 · черен кръст на черно поле g3 · черен кръг на бяло поле a2 · черен кръст на бяло поле c2 · черен кръст на черно поле f2 · бял кръг на черно поле h2 · черен кръг на черно поле a1 · черен кръг на бяло поле b1 · бял кръг на черно поле g1 · бял кръг на бяло поле h1 | бял кръг на бяло поле a8 · бял кръг на черно поле b8 · черен кръг на бяло поле g8 · черен кръг на черно поле h8 · бял кръг на черно поле a7 · черен кръст на черно поле c7 · черен кръст на бяло поле f7 · черен кръг на бяло поле h7 · черен кръст на черно поле b6 · черен кръст на бяло поле g6 · черен кръст на бяло поле b3 · черен кръст на черно поле g3 · черен кръг на бяло поле a2 · черен кръст на бяло поле c2 · черен кръст на черно поле f2 · бял кръг на черно поле h2 · черен кръг на черно поле a1 · черен кръг на бяло поле b1 · бял кръг на черно поле g1 · бял кръг на бяло поле h1 | бял кръг на бяло поле a8 · бял кръг на черно поле b8 · черен кръг на бяло поле g8 · черен кръг на черно поле h8 · бял кръг на черно поле a7 · черен кръст на черно поле c7 · черен кръст на бяло поле f7 · черен кръг на бяло поле h7 · черен кръст на черно поле b6 · черен кръст на бяло поле g6 · черен кръст на бяло поле b3 · черен кръст на черно поле g3 · черен кръг на бяло поле a2 · черен кръст на бяло поле c2 · черен кръст на черно поле f2 · бял кръг на черно поле h2 · черен кръг на черно поле a1 · черен кръг на бяло поле b1 · бял кръг на черно поле g1 · бял кръг на бяло поле h1 | бял кръг на бяло поле a8 · бял кръг на черно поле b8 · черен кръг на бяло поле g8 · черен кръг на черно поле h8 · бял кръг на черно поле a7 · черен кръст на черно поле c7 · черен кръст на бяло поле f7 · черен кръг на бяло поле h7 · черен кръст на черно поле b6 · черен кръст на бяло поле g6 · черен кръст на бяло поле b3 · черен кръст на черно поле g3 · черен кръг на бяло поле a2 · черен кръст на бяло поле c2 · черен кръст на черно поле f2 · бял кръг на черно поле h2 · черен кръг на черно поле a1 · черен кръг на бяло поле b1 · бял кръг на черно поле g1 · бял кръг на бяло поле h1 | бял кръг на бяло поле a8 · бял кръг на черно поле b8 · черен кръг на бяло поле g8 · черен кръг на черно поле h8 · бял кръг на черно поле a7 · черен кръст на черно поле c7 · черен кръст на бяло поле f7 · черен кръг на бяло поле h7 · черен кръст на черно поле b6 · черен кръст на бяло поле g6 · черен кръст на бяло поле b3 · черен кръст на черно поле g3 · черен кръг на бяло поле a2 · черен кръст на бяло поле c2 · черен кръст на черно поле f2 · бял кръг на черно поле h2 · черен кръг на черно поле a1 · черен кръг на бяло поле b1 · бял кръг на черно поле g1 · бял кръг на бяло поле h1 | бял кръг на бяло поле a8 · бял кръг на черно поле b8 · черен кръг на бяло поле g8 · черен кръг на черно поле h8 · бял кръг на черно поле a7 · черен кръст на черно поле c7 · черен кръст на бяло поле f7 · черен кръг на бяло поле h7 · черен кръст на черно поле b6 · черен кръст на бяло поле g6 · черен кръст на бяло поле b3 · черен кръст на черно поле g3 · черен кръг на бяло поле a2 · черен кръст на бяло поле c2 · черен кръст на черно поле f2 · бял кръг на черно поле h2 · черен кръг на черно поле a1 · черен кръг на бяло поле b1 · бял кръг на черно поле g1 · бял кръг на бяло поле h1 | 5 |
| 4 | бял кръг на бяло поле a8 · бял кръг на черно поле b8 · черен кръг на бяло поле g8 · черен кръг на черно поле h8 · бял кръг на черно поле a7 · черен кръст на черно поле c7 · черен кръст на бяло поле f7 · черен кръг на бяло поле h7 · черен кръст на черно поле b6 · черен кръст на бяло поле g6 · черен кръст на бяло поле b3 · черен кръст на черно поле g3 · черен кръг на бяло поле a2 · черен кръст на бяло поле c2 · черен кръст на черно поле f2 · бял кръг на черно поле h2 · черен кръг на черно поле a1 · черен кръг на бяло поле b1 · бял кръг на черно поле g1 · бял кръг на бяло поле h1 | бял кръг на бяло поле a8 · бял кръг на черно поле b8 · черен кръг на бяло поле g8 · черен кръг на черно поле h8 · бял кръг на черно поле a7 · черен кръст на черно поле c7 · черен кръст на бяло поле f7 · черен кръг на бяло поле h7 · черен кръст на черно поле b6 · черен кръст на бяло поле g6 · черен кръст на бяло поле b3 · черен кръст на черно поле g3 · черен кръг на бяло поле a2 · черен кръст на бяло поле c2 · черен кръст на черно поле f2 · бял кръг на черно поле h2 · черен кръг на черно поле a1 · черен кръг на бяло поле b1 · бял кръг на черно поле g1 · бял кръг на бяло поле h1 | бял кръг на бяло поле a8 · бял кръг на черно поле b8 · черен кръг на бяло поле g8 · черен кръг на черно поле h8 · бял кръг на черно поле a7 · черен кръст на черно поле c7 · черен кръст на бяло поле f7 · черен кръг на бяло поле h7 · черен кръст на черно поле b6 · черен кръст на бяло поле g6 · черен кръст на бяло поле b3 · черен кръст на черно поле g3 · черен кръг на бяло поле a2 · черен кръст на бяло поле c2 · черен кръст на черно поле f2 · бял кръг на черно поле h2 · черен кръг на черно поле a1 · черен кръг на бяло поле b1 · бял кръг на черно поле g1 · бял кръг на бяло поле h1 | бял кръг на бяло поле a8 · бял кръг на черно поле b8 · черен кръг на бяло поле g8 · черен кръг на черно поле h8 · бял кръг на черно поле a7 · черен кръст на черно поле c7 · черен кръст на бяло поле f7 · черен кръг на бяло поле h7 · черен кръст на черно поле b6 · черен кръст на бяло поле g6 · черен кръст на бяло поле b3 · черен кръст на черно поле g3 · черен кръг на бяло поле a2 · черен кръст на бяло поле c2 · черен кръст на черно поле f2 · бял кръг на черно поле h2 · черен кръг на черно поле a1 · черен кръг на бяло поле b1 · бял кръг на черно поле g1 · бял кръг на бяло поле h1 | бял кръг на бяло поле a8 · бял кръг на черно поле b8 · черен кръг на бяло поле g8 · черен кръг на черно поле h8 · бял кръг на черно поле a7 · черен кръст на черно поле c7 · черен кръст на бяло поле f7 · черен кръг на бяло поле h7 · черен кръст на черно поле b6 · черен кръст на бяло поле g6 · черен кръст на бяло поле b3 · черен кръст на черно поле g3 · черен кръг на бяло поле a2 · черен кръст на бяло поле c2 · черен кръст на черно поле f2 · бял кръг на черно поле h2 · черен кръг на черно поле a1 · черен кръг на бяло поле b1 · бял кръг на черно поле g1 · бял кръг на бяло поле h1 | бял кръг на бяло поле a8 · бял кръг на черно поле b8 · черен кръг на бяло поле g8 · черен кръг на черно поле h8 · бял кръг на черно поле a7 · черен кръст на черно поле c7 · черен кръст на бяло поле f7 · черен кръг на бяло поле h7 · черен кръст на черно поле b6 · черен кръст на бяло поле g6 · черен кръст на бяло поле b3 · черен кръст на черно поле g3 · черен кръг на бяло поле a2 · черен кръст на бяло поле c2 · черен кръст на черно поле f2 · бял кръг на черно поле h2 · черен кръг на черно поле a1 · черен кръг на бяло поле b1 · бял кръг на черно поле g1 · бял кръг на бяло поле h1 | бял кръг на бяло поле a8 · бял кръг на черно поле b8 · черен кръг на бяло поле g8 · черен кръг на черно поле h8 · бял кръг на черно поле a7 · черен кръст на черно поле c7 · черен кръст на бяло поле f7 · черен кръг на бяло поле h7 · черен кръст на черно поле b6 · черен кръст на бяло поле g6 · черен кръст на бяло поле b3 · черен кръст на черно поле g3 · черен кръг на бяло поле a2 · черен кръст на бяло поле c2 · черен кръст на черно поле f2 · бял кръг на черно поле h2 · черен кръг на черно поле a1 · черен кръг на бяло поле b1 · бял кръг на черно поле g1 · бял кръг на бяло поле h1 | бял кръг на бяло поле a8 · бял кръг на черно поле b8 · черен кръг на бяло поле g8 · черен кръг на черно поле h8 · бял кръг на черно поле a7 · черен кръст на черно поле c7 · черен кръст на бяло поле f7 · черен кръг на бяло поле h7 · черен кръст на черно поле b6 · черен кръст на бяло поле g6 · черен кръст на бяло поле b3 · черен кръст на черно поле g3 · черен кръг на бяло поле a2 · черен кръст на бяло поле c2 · черен кръст на черно поле f2 · бял кръг на черно поле h2 · черен кръг на черно поле a1 · черен кръг на бяло поле b1 · бял кръг на черно поле g1 · бял кръг на бяло поле h1 | 4 |
| 3 | бял кръг на бяло поле a8 · бял кръг на черно поле b8 · черен кръг на бяло поле g8 · черен кръг на черно поле h8 · бял кръг на черно поле a7 · черен кръст на черно поле c7 · черен кръст на бяло поле f7 · черен кръг на бяло поле h7 · черен кръст на черно поле b6 · черен кръст на бяло поле g6 · черен кръст на бяло поле b3 · черен кръст на черно поле g3 · черен кръг на бяло поле a2 · черен кръст на бяло поле c2 · черен кръст на черно поле f2 · бял кръг на черно поле h2 · черен кръг на черно поле a1 · черен кръг на бяло поле b1 · бял кръг на черно поле g1 · бял кръг на бяло поле h1 | бял кръг на бяло поле a8 · бял кръг на черно поле b8 · черен кръг на бяло поле g8 · черен кръг на черно поле h8 · бял кръг на черно поле a7 · черен кръст на черно поле c7 · черен кръст на бяло поле f7 · черен кръг на бяло поле h7 · черен кръст на черно поле b6 · черен кръст на бяло поле g6 · черен кръст на бяло поле b3 · черен кръст на черно поле g3 · черен кръг на бяло поле a2 · черен кръст на бяло поле c2 · черен кръст на черно поле f2 · бял кръг на черно поле h2 · черен кръг на черно поле a1 · черен кръг на бяло поле b1 · бял кръг на черно поле g1 · бял кръг на бяло поле h1 | бял кръг на бяло поле a8 · бял кръг на черно поле b8 · черен кръг на бяло поле g8 · черен кръг на черно поле h8 · бял кръг на черно поле a7 · черен кръст на черно поле c7 · черен кръст на бяло поле f7 · черен кръг на бяло поле h7 · черен кръст на черно поле b6 · черен кръст на бяло поле g6 · черен кръст на бяло поле b3 · черен кръст на черно поле g3 · черен кръг на бяло поле a2 · черен кръст на бяло поле c2 · черен кръст на черно поле f2 · бял кръг на черно поле h2 · черен кръг на черно поле a1 · черен кръг на бяло поле b1 · бял кръг на черно поле g1 · бял кръг на бяло поле h1 | бял кръг на бяло поле a8 · бял кръг на черно поле b8 · черен кръг на бяло поле g8 · черен кръг на черно поле h8 · бял кръг на черно поле a7 · черен кръст на черно поле c7 · черен кръст на бяло поле f7 · черен кръг на бяло поле h7 · черен кръст на черно поле b6 · черен кръст на бяло поле g6 · черен кръст на бяло поле b3 · черен кръст на черно поле g3 · черен кръг на бяло поле a2 · черен кръст на бяло поле c2 · черен кръст на черно поле f2 · бял кръг на черно поле h2 · черен кръг на черно поле a1 · черен кръг на бяло поле b1 · бял кръг на черно поле g1 · бял кръг на бяло поле h1 | бял кръг на бяло поле a8 · бял кръг на черно поле b8 · черен кръг на бяло поле g8 · черен кръг на черно поле h8 · бял кръг на черно поле a7 · черен кръст на черно поле c7 · черен кръст на бяло поле f7 · черен кръг на бяло поле h7 · черен кръст на черно поле b6 · черен кръст на бяло поле g6 · черен кръст на бяло поле b3 · черен кръст на черно поле g3 · черен кръг на бяло поле a2 · черен кръст на бяло поле c2 · черен кръст на черно поле f2 · бял кръг на черно поле h2 · черен кръг на черно поле a1 · черен кръг на бяло поле b1 · бял кръг на черно поле g1 · бял кръг на бяло поле h1 | бял кръг на бяло поле a8 · бял кръг на черно поле b8 · черен кръг на бяло поле g8 · черен кръг на черно поле h8 · бял кръг на черно поле a7 · черен кръст на черно поле c7 · черен кръст на бяло поле f7 · черен кръг на бяло поле h7 · черен кръст на черно поле b6 · черен кръст на бяло поле g6 · черен кръст на бяло поле b3 · черен кръст на черно поле g3 · черен кръг на бяло поле a2 · черен кръст на бяло поле c2 · черен кръст на черно поле f2 · бял кръг на черно поле h2 · черен кръг на черно поле a1 · черен кръг на бяло поле b1 · бял кръг на черно поле g1 · бял кръг на бяло поле h1 | бял кръг на бяло поле a8 · бял кръг на черно поле b8 · черен кръг на бяло поле g8 · черен кръг на черно поле h8 · бял кръг на черно поле a7 · черен кръст на черно поле c7 · черен кръст на бяло поле f7 · черен кръг на бяло поле h7 · черен кръст на черно поле b6 · черен кръст на бяло поле g6 · черен кръст на бяло поле b3 · черен кръст на черно поле g3 · черен кръг на бяло поле a2 · черен кръст на бяло поле c2 · черен кръст на черно поле f2 · бял кръг на черно поле h2 · черен кръг на черно поле a1 · черен кръг на бяло поле b1 · бял кръг на черно поле g1 · бял кръг на бяло поле h1 | бял кръг на бяло поле a8 · бял кръг на черно поле b8 · черен кръг на бяло поле g8 · черен кръг на черно поле h8 · бял кръг на черно поле a7 · черен кръст на черно поле c7 · черен кръст на бяло поле f7 · черен кръг на бяло поле h7 · черен кръст на черно поле b6 · черен кръст на бяло поле g6 · черен кръст на бяло поле b3 · черен кръст на черно поле g3 · черен кръг на бяло поле a2 · черен кръст на бяло поле c2 · черен кръст на черно поле f2 · бял кръг на черно поле h2 · черен кръг на черно поле a1 · черен кръг на бяло поле b1 · бял кръг на черно поле g1 · бял кръг на бяло поле h1 | 3 |
| 2 | бял кръг на бяло поле a8 · бял кръг на черно поле b8 · черен кръг на бяло поле g8 · черен кръг на черно поле h8 · бял кръг на черно поле a7 · черен кръст на черно поле c7 · черен кръст на бяло поле f7 · черен кръг на бяло поле h7 · черен кръст на черно поле b6 · черен кръст на бяло поле g6 · черен кръст на бяло поле b3 · черен кръст на черно поле g3 · черен кръг на бяло поле a2 · черен кръст на бяло поле c2 · черен кръст на черно поле f2 · бял кръг на черно поле h2 · черен кръг на черно поле a1 · черен кръг на бяло поле b1 · бял кръг на черно поле g1 · бял кръг на бяло поле h1 | бял кръг на бяло поле a8 · бял кръг на черно поле b8 · черен кръг на бяло поле g8 · черен кръг на черно поле h8 · бял кръг на черно поле a7 · черен кръст на черно поле c7 · черен кръст на бяло поле f7 · черен кръг на бяло поле h7 · черен кръст на черно поле b6 · черен кръст на бяло поле g6 · черен кръст на бяло поле b3 · черен кръст на черно поле g3 · черен кръг на бяло поле a2 · черен кръст на бяло поле c2 · черен кръст на черно поле f2 · бял кръг на черно поле h2 · черен кръг на черно поле a1 · черен кръг на бяло поле b1 · бял кръг на черно поле g1 · бял кръг на бяло поле h1 | бял кръг на бяло поле a8 · бял кръг на черно поле b8 · черен кръг на бяло поле g8 · черен кръг на черно поле h8 · бял кръг на черно поле a7 · черен кръст на черно поле c7 · черен кръст на бяло поле f7 · черен кръг на бяло поле h7 · черен кръст на черно поле b6 · черен кръст на бяло поле g6 · черен кръст на бяло поле b3 · черен кръст на черно поле g3 · черен кръг на бяло поле a2 · черен кръст на бяло поле c2 · черен кръст на черно поле f2 · бял кръг на черно поле h2 · черен кръг на черно поле a1 · черен кръг на бяло поле b1 · бял кръг на черно поле g1 · бял кръг на бяло поле h1 | бял кръг на бяло поле a8 · бял кръг на черно поле b8 · черен кръг на бяло поле g8 · черен кръг на черно поле h8 · бял кръг на черно поле a7 · черен кръст на черно поле c7 · черен кръст на бяло поле f7 · черен кръг на бяло поле h7 · черен кръст на черно поле b6 · черен кръст на бяло поле g6 · черен кръст на бяло поле b3 · черен кръст на черно поле g3 · черен кръг на бяло поле a2 · черен кръст на бяло поле c2 · черен кръст на черно поле f2 · бял кръг на черно поле h2 · черен кръг на черно поле a1 · черен кръг на бяло поле b1 · бял кръг на черно поле g1 · бял кръг на бяло поле h1 | бял кръг на бяло поле a8 · бял кръг на черно поле b8 · черен кръг на бяло поле g8 · черен кръг на черно поле h8 · бял кръг на черно поле a7 · черен кръст на черно поле c7 · черен кръст на бяло поле f7 · черен кръг на бяло поле h7 · черен кръст на черно поле b6 · черен кръст на бяло поле g6 · черен кръст на бяло поле b3 · черен кръст на черно поле g3 · черен кръг на бяло поле a2 · черен кръст на бяло поле c2 · черен кръст на черно поле f2 · бял кръг на черно поле h2 · черен кръг на черно поле a1 · черен кръг на бяло поле b1 · бял кръг на черно поле g1 · бял кръг на бяло поле h1 | бял кръг на бяло поле a8 · бял кръг на черно поле b8 · черен кръг на бяло поле g8 · черен кръг на черно поле h8 · бял кръг на черно поле a7 · черен кръст на черно поле c7 · черен кръст на бяло поле f7 · черен кръг на бяло поле h7 · черен кръст на черно поле b6 · черен кръст на бяло поле g6 · черен кръст на бяло поле b3 · черен кръст на черно поле g3 · черен кръг на бяло поле a2 · черен кръст на бяло поле c2 · черен кръст на черно поле f2 · бял кръг на черно поле h2 · черен кръг на черно поле a1 · черен кръг на бяло поле b1 · бял кръг на черно поле g1 · бял кръг на бяло поле h1 | бял кръг на бяло поле a8 · бял кръг на черно поле b8 · черен кръг на бяло поле g8 · черен кръг на черно поле h8 · бял кръг на черно поле a7 · черен кръст на черно поле c7 · черен кръст на бяло поле f7 · черен кръг на бяло поле h7 · черен кръст на черно поле b6 · черен кръст на бяло поле g6 · черен кръст на бяло поле b3 · черен кръст на черно поле g3 · черен кръг на бяло поле a2 · черен кръст на бяло поле c2 · черен кръст на черно поле f2 · бял кръг на черно поле h2 · черен кръг на черно поле a1 · черен кръг на бяло поле b1 · бял кръг на черно поле g1 · бял кръг на бяло поле h1 | бял кръг на бяло поле a8 · бял кръг на черно поле b8 · черен кръг на бяло поле g8 · черен кръг на черно поле h8 · бял кръг на черно поле a7 · черен кръст на черно поле c7 · черен кръст на бяло поле f7 · черен кръг на бяло поле h7 · черен кръст на черно поле b6 · черен кръст на бяло поле g6 · черен кръст на бяло поле b3 · черен кръст на черно поле g3 · черен кръг на бяло поле a2 · черен кръст на бяло поле c2 · черен кръст на черно поле f2 · бял кръг на черно поле h2 · черен кръг на черно поле a1 · черен кръг на бяло поле b1 · бял кръг на черно поле g1 · бял кръг на бяло поле h1 | 2 |
| 1 | бял кръг на бяло поле a8 · бял кръг на черно поле b8 · черен кръг на бяло поле g8 · черен кръг на черно поле h8 · бял кръг на черно поле a7 · черен кръст на черно поле c7 · черен кръст на бяло поле f7 · черен кръг на бяло поле h7 · черен кръст на черно поле b6 · черен кръст на бяло поле g6 · черен кръст на бяло поле b3 · черен кръст на черно поле g3 · черен кръг на бяло поле a2 · черен кръст на бяло поле c2 · черен кръст на черно поле f2 · бял кръг на черно поле h2 · черен кръг на черно поле a1 · черен кръг на бяло поле b1 · бял кръг на черно поле g1 · бял кръг на бяло поле h1 | бял кръг на бяло поле a8 · бял кръг на черно поле b8 · черен кръг на бяло поле g8 · черен кръг на черно поле h8 · бял кръг на черно поле a7 · черен кръст на черно поле c7 · черен кръст на бяло поле f7 · черен кръг на бяло поле h7 · черен кръст на черно поле b6 · черен кръст на бяло поле g6 · черен кръст на бяло поле b3 · черен кръст на черно поле g3 · черен кръг на бяло поле a2 · черен кръст на бяло поле c2 · черен кръст на черно поле f2 · бял кръг на черно поле h2 · черен кръг на черно поле a1 · черен кръг на бяло поле b1 · бял кръг на черно поле g1 · бял кръг на бяло поле h1 | бял кръг на бяло поле a8 · бял кръг на черно поле b8 · черен кръг на бяло поле g8 · черен кръг на черно поле h8 · бял кръг на черно поле a7 · черен кръст на черно поле c7 · черен кръст на бяло поле f7 · черен кръг на бяло поле h7 · черен кръст на черно поле b6 · черен кръст на бяло поле g6 · черен кръст на бяло поле b3 · черен кръст на черно поле g3 · черен кръг на бяло поле a2 · черен кръст на бяло поле c2 · черен кръст на черно поле f2 · бял кръг на черно поле h2 · черен кръг на черно поле a1 · черен кръг на бяло поле b1 · бял кръг на черно поле g1 · бял кръг на бяло поле h1 | бял кръг на бяло поле a8 · бял кръг на черно поле b8 · черен кръг на бяло поле g8 · черен кръг на черно поле h8 · бял кръг на черно поле a7 · черен кръст на черно поле c7 · черен кръст на бяло поле f7 · черен кръг на бяло поле h7 · черен кръст на черно поле b6 · черен кръст на бяло поле g6 · черен кръст на бяло поле b3 · черен кръст на черно поле g3 · черен кръг на бяло поле a2 · черен кръст на бяло поле c2 · черен кръст на черно поле f2 · бял кръг на черно поле h2 · черен кръг на черно поле a1 · черен кръг на бяло поле b1 · бял кръг на черно поле g1 · бял кръг на бяло поле h1 | бял кръг на бяло поле a8 · бял кръг на черно поле b8 · черен кръг на бяло поле g8 · черен кръг на черно поле h8 · бял кръг на черно поле a7 · черен кръст на черно поле c7 · черен кръст на бяло поле f7 · черен кръг на бяло поле h7 · черен кръст на черно поле b6 · черен кръст на бяло поле g6 · черен кръст на бяло поле b3 · черен кръст на черно поле g3 · черен кръг на бяло поле a2 · черен кръст на бяло поле c2 · черен кръст на черно поле f2 · бял кръг на черно поле h2 · черен кръг на черно поле a1 · черен кръг на бяло поле b1 · бял кръг на черно поле g1 · бял кръг на бяло поле h1 | бял кръг на бяло поле a8 · бял кръг на черно поле b8 · черен кръг на бяло поле g8 · черен кръг на черно поле h8 · бял кръг на черно поле a7 · черен кръст на черно поле c7 · черен кръст на бяло поле f7 · черен кръг на бяло поле h7 · черен кръст на черно поле b6 · черен кръст на бяло поле g6 · черен кръст на бяло поле b3 · черен кръст на черно поле g3 · черен кръг на бяло поле a2 · черен кръст на бяло поле c2 · черен кръст на черно поле f2 · бял кръг на черно поле h2 · черен кръг на черно поле a1 · черен кръг на бяло поле b1 · бял кръг на черно поле g1 · бял кръг на бяло поле h1 | бял кръг на бяло поле a8 · бял кръг на черно поле b8 · черен кръг на бяло поле g8 · черен кръг на черно поле h8 · бял кръг на черно поле a7 · черен кръст на черно поле c7 · черен кръст на бяло поле f7 · черен кръг на бяло поле h7 · черен кръст на черно поле b6 · черен кръст на бяло поле g6 · черен кръст на бяло поле b3 · черен кръст на черно поле g3 · черен кръг на бяло поле a2 · черен кръст на бяло поле c2 · черен кръст на черно поле f2 · бял кръг на черно поле h2 · черен кръг на черно поле a1 · черен кръг на бяло поле b1 · бял кръг на черно поле g1 · бял кръг на бяло поле h1 | бял кръг на бяло поле a8 · бял кръг на черно поле b8 · черен кръг на бяло поле g8 · черен кръг на черно поле h8 · бял кръг на черно поле a7 · черен кръст на черно поле c7 · черен кръст на бяло поле f7 · черен кръг на бяло поле h7 · черен кръст на черно поле b6 · черен кръст на бяло поле g6 · черен кръст на бяло поле b3 · черен кръст на черно поле g3 · черен кръг на бяло поле a2 · черен кръст на бяло поле c2 · черен кръст на черно поле f2 · бял кръг на черно поле h2 · черен кръг на черно поле a1 · черен кръг на бяло поле b1 · бял кръг на черно поле g1 · бял кръг на бяло поле h1 | 1 |
|   | a | b | c | d | e | f | g | h |   |

Черната точка е квадрат, където кралят на слабата страна може да бъде матиран при чернополен офицер.
|   | a | b | c | d | e | f | g | h |   |
| 8 | черен цар на черно поле h8 · бял цар на черно поле f6 · бял кон на черно поле e5 · бял офицер на бяло поле f5 | черен цар на черно поле h8 · бял цар на черно поле f6 · бял кон на черно поле e5 · бял офицер на бяло поле f5 | черен цар на черно поле h8 · бял цар на черно поле f6 · бял кон на черно поле e5 · бял офицер на бяло поле f5 | черен цар на черно поле h8 · бял цар на черно поле f6 · бял кон на черно поле e5 · бял офицер на бяло поле f5 | черен цар на черно поле h8 · бял цар на черно поле f6 · бял кон на черно поле e5 · бял офицер на бяло поле f5 | черен цар на черно поле h8 · бял цар на черно поле f6 · бял кон на черно поле e5 · бял офицер на бяло поле f5 | черен цар на черно поле h8 · бял цар на черно поле f6 · бял кон на черно поле e5 · бял офицер на бяло поле f5 | черен цар на черно поле h8 · бял цар на черно поле f6 · бял кон на черно поле e5 · бял офицер на бяло поле f5 | 8 |
| 7 | черен цар на черно поле h8 · бял цар на черно поле f6 · бял кон на черно поле e5 · бял офицер на бяло поле f5 | черен цар на черно поле h8 · бял цар на черно поле f6 · бял кон на черно поле e5 · бял офицер на бяло поле f5 | черен цар на черно поле h8 · бял цар на черно поле f6 · бял кон на черно поле e5 · бял офицер на бяло поле f5 | черен цар на черно поле h8 · бял цар на черно поле f6 · бял кон на черно поле e5 · бял офицер на бяло поле f5 | черен цар на черно поле h8 · бял цар на черно поле f6 · бял кон на черно поле e5 · бял офицер на бяло поле f5 | черен цар на черно поле h8 · бял цар на черно поле f6 · бял кон на черно поле e5 · бял офицер на бяло поле f5 | черен цар на черно поле h8 · бял цар на черно поле f6 · бял кон на черно поле e5 · бял офицер на бяло поле f5 | черен цар на черно поле h8 · бял цар на черно поле f6 · бял кон на черно поле e5 · бял офицер на бяло поле f5 | 7 |
| 6 | черен цар на черно поле h8 · бял цар на черно поле f6 · бял кон на черно поле e5 · бял офицер на бяло поле f5 | черен цар на черно поле h8 · бял цар на черно поле f6 · бял кон на черно поле e5 · бял офицер на бяло поле f5 | черен цар на черно поле h8 · бял цар на черно поле f6 · бял кон на черно поле e5 · бял офицер на бяло поле f5 | черен цар на черно поле h8 · бял цар на черно поле f6 · бял кон на черно поле e5 · бял офицер на бяло поле f5 | черен цар на черно поле h8 · бял цар на черно поле f6 · бял кон на черно поле e5 · бял офицер на бяло поле f5 | черен цар на черно поле h8 · бял цар на черно поле f6 · бял кон на черно поле e5 · бял офицер на бяло поле f5 | черен цар на черно поле h8 · бял цар на черно поле f6 · бял кон на черно поле e5 · бял офицер на бяло поле f5 | черен цар на черно поле h8 · бял цар на черно поле f6 · бял кон на черно поле e5 · бял офицер на бяло поле f5 | 6 |
| 5 | черен цар на черно поле h8 · бял цар на черно поле f6 · бял кон на черно поле e5 · бял офицер на бяло поле f5 | черен цар на черно поле h8 · бял цар на черно поле f6 · бял кон на черно поле e5 · бял офицер на бяло поле f5 | черен цар на черно поле h8 · бял цар на черно поле f6 · бял кон на черно поле e5 · бял офицер на бяло поле f5 | черен цар на черно поле h8 · бял цар на черно поле f6 · бял кон на черно поле e5 · бял офицер на бяло поле f5 | черен цар на черно поле h8 · бял цар на черно поле f6 · бял кон на черно поле e5 · бял офицер на бяло поле f5 | черен цар на черно поле h8 · бял цар на черно поле f6 · бял кон на черно поле e5 · бял офицер на бяло поле f5 | черен цар на черно поле h8 · бял цар на черно поле f6 · бял кон на черно поле e5 · бял офицер на бяло поле f5 | черен цар на черно поле h8 · бял цар на черно поле f6 · бял кон на черно поле e5 · бял офицер на бяло поле f5 | 5 |
| 4 | черен цар на черно поле h8 · бял цар на черно поле f6 · бял кон на черно поле e5 · бял офицер на бяло поле f5 | черен цар на черно поле h8 · бял цар на черно поле f6 · бял кон на черно поле e5 · бял офицер на бяло поле f5 | черен цар на черно поле h8 · бял цар на черно поле f6 · бял кон на черно поле e5 · бял офицер на бяло поле f5 | черен цар на черно поле h8 · бял цар на черно поле f6 · бял кон на черно поле e5 · бял офицер на бяло поле f5 | черен цар на черно поле h8 · бял цар на черно поле f6 · бял кон на черно поле e5 · бял офицер на бяло поле f5 | черен цар на черно поле h8 · бял цар на черно поле f6 · бял кон на черно поле e5 · бял офицер на бяло поле f5 | черен цар на черно поле h8 · бял цар на черно поле f6 · бял кон на черно поле e5 · бял офицер на бяло поле f5 | черен цар на черно поле h8 · бял цар на черно поле f6 · бял кон на черно поле e5 · бял офицер на бяло поле f5 | 4 |
| 3 | черен цар на черно поле h8 · бял цар на черно поле f6 · бял кон на черно поле e5 · бял офицер на бяло поле f5 | черен цар на черно поле h8 · бял цар на черно поле f6 · бял кон на черно поле e5 · бял офицер на бяло поле f5 | черен цар на черно поле h8 · бял цар на черно поле f6 · бял кон на черно поле e5 · бял офицер на бяло поле f5 | черен цар на черно поле h8 · бял цар на черно поле f6 · бял кон на черно поле e5 · бял офицер на бяло поле f5 | черен цар на черно поле h8 · бял цар на черно поле f6 · бял кон на черно поле e5 · бял офицер на бяло поле f5 | черен цар на черно поле h8 · бял цар на черно поле f6 · бял кон на черно поле e5 · бял офицер на бяло поле f5 | черен цар на черно поле h8 · бял цар на черно поле f6 · бял кон на черно поле e5 · бял офицер на бяло поле f5 | черен цар на черно поле h8 · бял цар на черно поле f6 · бял кон на черно поле e5 · бял офицер на бяло поле f5 | 3 |
| 2 | черен цар на черно поле h8 · бял цар на черно поле f6 · бял кон на черно поле e5 · бял офицер на бяло поле f5 | черен цар на черно поле h8 · бял цар на черно поле f6 · бял кон на черно поле e5 · бял офицер на бяло поле f5 | черен цар на черно поле h8 · бял цар на черно поле f6 · бял кон на черно поле e5 · бял офицер на бяло поле f5 | черен цар на черно поле h8 · бял цар на черно поле f6 · бял кон на черно поле e5 · бял офицер на бяло поле f5 | черен цар на черно поле h8 · бял цар на черно поле f6 · бял кон на черно поле e5 · бял офицер на бяло поле f5 | черен цар на черно поле h8 · бял цар на черно поле f6 · бял кон на черно поле e5 · бял офицер на бяло поле f5 | черен цар на черно поле h8 · бял цар на черно поле f6 · бял кон на черно поле e5 · бял офицер на бяло поле f5 | черен цар на черно поле h8 · бял цар на черно поле f6 · бял кон на черно поле e5 · бял офицер на бяло поле f5 | 2 |
| 1 | черен цар на черно поле h8 · бял цар на черно поле f6 · бял кон на черно поле e5 · бял офицер на бяло поле f5 | черен цар на черно поле h8 · бял цар на черно поле f6 · бял кон на черно поле e5 · бял офицер на бяло поле f5 | черен цар на черно поле h8 · бял цар на черно поле f6 · бял кон на черно поле e5 · бял офицер на бяло поле f5 | черен цар на черно поле h8 · бял цар на черно поле f6 · бял кон на черно поле e5 · бял офицер на бяло поле f5 | черен цар на черно поле h8 · бял цар на черно поле f6 · бял кон на черно поле e5 · бял офицер на бяло поле f5 | черен цар на черно поле h8 · бял цар на черно поле f6 · бял кон на черно поле e5 · бял офицер на бяло поле f5 | черен цар на черно поле h8 · бял цар на черно поле f6 · бял кон на черно поле e5 · бял офицер на бяло поле f5 | черен цар на черно поле h8 · бял цар на черно поле f6 · бял кон на черно поле e5 · бял офицер на бяло поле f5 | 1 |
|   | a | b | c | d | e | f | g | h |   |

Мат с кон и офицер в шахмата се постига не по-късно от 33-ия ход от която и да е изходна позиция само в ъгъла на цвета на офицера (при най-добрата защита на по-слабата страна) чрез съвместните действия на тези фигури и царя. Изисква прецизна игра, тъй като броят на ходовете, необходим за мата, е близо до максимално допустимия (вижте Правилото за 50 хода). 
На практика се случва веднъж на 6000 игри. 

## Условия за мат
За да се матира сам цар с кон и офицер, трябва да бъдат изпълнени следните условия (диаграма 1):
- Царят на по-силната страна трябва да бъде на разстояние от ход на коня от ъгловия квадрат.
- Мат се принуждава само в един от двата ъгъла, достъпни за офицера. В този случай мат се поставя на едно от шестте полета: в същите два ъгъла или върху съседни полета.

## План за матиране
1. Изгонване на противниковия цар от центъра.
2. Стесняване на царя до ръба на дъската.
3. Избутване на царя в ъгъл с цвета на офицера.
4. Матиране.

|   | a | b | c | d | e | f | g | h |   |
| 8 | черен цар на бяло поле b7 · бял кон на бяло поле d7 · бял офицер на бяло поле h7 · бял цар на бяло поле e6 | черен цар на бяло поле b7 · бял кон на бяло поле d7 · бял офицер на бяло поле h7 · бял цар на бяло поле e6 | черен цар на бяло поле b7 · бял кон на бяло поле d7 · бял офицер на бяло поле h7 · бял цар на бяло поле e6 | черен цар на бяло поле b7 · бял кон на бяло поле d7 · бял офицер на бяло поле h7 · бял цар на бяло поле e6 | черен цар на бяло поле b7 · бял кон на бяло поле d7 · бял офицер на бяло поле h7 · бял цар на бяло поле e6 | черен цар на бяло поле b7 · бял кон на бяло поле d7 · бял офицер на бяло поле h7 · бял цар на бяло поле e6 | черен цар на бяло поле b7 · бял кон на бяло поле d7 · бял офицер на бяло поле h7 · бял цар на бяло поле e6 | черен цар на бяло поле b7 · бял кон на бяло поле d7 · бял офицер на бяло поле h7 · бял цар на бяло поле e6 | 8 |
| 7 | черен цар на бяло поле b7 · бял кон на бяло поле d7 · бял офицер на бяло поле h7 · бял цар на бяло поле e6 | черен цар на бяло поле b7 · бял кон на бяло поле d7 · бял офицер на бяло поле h7 · бял цар на бяло поле e6 | черен цар на бяло поле b7 · бял кон на бяло поле d7 · бял офицер на бяло поле h7 · бял цар на бяло поле e6 | черен цар на бяло поле b7 · бял кон на бяло поле d7 · бял офицер на бяло поле h7 · бял цар на бяло поле e6 | черен цар на бяло поле b7 · бял кон на бяло поле d7 · бял офицер на бяло поле h7 · бял цар на бяло поле e6 | черен цар на бяло поле b7 · бял кон на бяло поле d7 · бял офицер на бяло поле h7 · бял цар на бяло поле e6 | черен цар на бяло поле b7 · бял кон на бяло поле d7 · бял офицер на бяло поле h7 · бял цар на бяло поле e6 | черен цар на бяло поле b7 · бял кон на бяло поле d7 · бял офицер на бяло поле h7 · бял цар на бяло поле e6 | 7 |
| 6 | черен цар на бяло поле b7 · бял кон на бяло поле d7 · бял офицер на бяло поле h7 · бял цар на бяло поле e6 | черен цар на бяло поле b7 · бял кон на бяло поле d7 · бял офицер на бяло поле h7 · бял цар на бяло поле e6 | черен цар на бяло поле b7 · бял кон на бяло поле d7 · бял офицер на бяло поле h7 · бял цар на бяло поле e6 | черен цар на бяло поле b7 · бял кон на бяло поле d7 · бял офицер на бяло поле h7 · бял цар на бяло поле e6 | черен цар на бяло поле b7 · бял кон на бяло поле d7 · бял офицер на бяло поле h7 · бял цар на бяло поле e6 | черен цар на бяло поле b7 · бял кон на бяло поле d7 · бял офицер на бяло поле h7 · бял цар на бяло поле e6 | черен цар на бяло поле b7 · бял кон на бяло поле d7 · бял офицер на бяло поле h7 · бял цар на бяло поле e6 | черен цар на бяло поле b7 · бял кон на бяло поле d7 · бял офицер на бяло поле h7 · бял цар на бяло поле e6 | 6 |
| 5 | черен цар на бяло поле b7 · бял кон на бяло поле d7 · бял офицер на бяло поле h7 · бял цар на бяло поле e6 | черен цар на бяло поле b7 · бял кон на бяло поле d7 · бял офицер на бяло поле h7 · бял цар на бяло поле e6 | черен цар на бяло поле b7 · бял кон на бяло поле d7 · бял офицер на бяло поле h7 · бял цар на бяло поле e6 | черен цар на бяло поле b7 · бял кон на бяло поле d7 · бял офицер на бяло поле h7 · бял цар на бяло поле e6 | черен цар на бяло поле b7 · бял кон на бяло поле d7 · бял офицер на бяло поле h7 · бял цар на бяло поле e6 | черен цар на бяло поле b7 · бял кон на бяло поле d7 · бял офицер на бяло поле h7 · бял цар на бяло поле e6 | черен цар на бяло поле b7 · бял кон на бяло поле d7 · бял офицер на бяло поле h7 · бял цар на бяло поле e6 | черен цар на бяло поле b7 · бял кон на бяло поле d7 · бял офицер на бяло поле h7 · бял цар на бяло поле e6 | 5 |
| 4 | черен цар на бяло поле b7 · бял кон на бяло поле d7 · бял офицер на бяло поле h7 · бял цар на бяло поле e6 | черен цар на бяло поле b7 · бял кон на бяло поле d7 · бял офицер на бяло поле h7 · бял цар на бяло поле e6 | черен цар на бяло поле b7 · бял кон на бяло поле d7 · бял офицер на бяло поле h7 · бял цар на бяло поле e6 | черен цар на бяло поле b7 · бял кон на бяло поле d7 · бял офицер на бяло поле h7 · бял цар на бяло поле e6 | черен цар на бяло поле b7 · бял кон на бяло поле d7 · бял офицер на бяло поле h7 · бял цар на бяло поле e6 | черен цар на бяло поле b7 · бял кон на бяло поле d7 · бял офицер на бяло поле h7 · бял цар на бяло поле e6 | черен цар на бяло поле b7 · бял кон на бяло поле d7 · бял офицер на бяло поле h7 · бял цар на бяло поле e6 | черен цар на бяло поле b7 · бял кон на бяло поле d7 · бял офицер на бяло поле h7 · бял цар на бяло поле e6 | 4 |
| 3 | черен цар на бяло поле b7 · бял кон на бяло поле d7 · бял офицер на бяло поле h7 · бял цар на бяло поле e6 | черен цар на бяло поле b7 · бял кон на бяло поле d7 · бял офицер на бяло поле h7 · бял цар на бяло поле e6 | черен цар на бяло поле b7 · бял кон на бяло поле d7 · бял офицер на бяло поле h7 · бял цар на бяло поле e6 | черен цар на бяло поле b7 · бял кон на бяло поле d7 · бял офицер на бяло поле h7 · бял цар на бяло поле e6 | черен цар на бяло поле b7 · бял кон на бяло поле d7 · бял офицер на бяло поле h7 · бял цар на бяло поле e6 | черен цар на бяло поле b7 · бял кон на бяло поле d7 · бял офицер на бяло поле h7 · бял цар на бяло поле e6 | черен цар на бяло поле b7 · бял кон на бяло поле d7 · бял офицер на бяло поле h7 · бял цар на бяло поле e6 | черен цар на бяло поле b7 · бял кон на бяло поле d7 · бял офицер на бяло поле h7 · бял цар на бяло поле e6 | 3 |
| 2 | черен цар на бяло поле b7 · бял кон на бяло поле d7 · бял офицер на бяло поле h7 · бял цар на бяло поле e6 | черен цар на бяло поле b7 · бял кон на бяло поле d7 · бял офицер на бяло поле h7 · бял цар на бяло поле e6 | черен цар на бяло поле b7 · бял кон на бяло поле d7 · бял офицер на бяло поле h7 · бял цар на бяло поле e6 | черен цар на бяло поле b7 · бял кон на бяло поле d7 · бял офицер на бяло поле h7 · бял цар на бяло поле e6 | черен цар на бяло поле b7 · бял кон на бяло поле d7 · бял офицер на бяло поле h7 · бял цар на бяло поле e6 | черен цар на бяло поле b7 · бял кон на бяло поле d7 · бял офицер на бяло поле h7 · бял цар на бяло поле e6 | черен цар на бяло поле b7 · бял кон на бяло поле d7 · бял офицер на бяло поле h7 · бял цар на бяло поле e6 | черен цар на бяло поле b7 · бял кон на бяло поле d7 · бял офицер на бяло поле h7 · бял цар на бяло поле e6 | 2 |
| 1 | черен цар на бяло поле b7 · бял кон на бяло поле d7 · бял офицер на бяло поле h7 · бял цар на бяло поле e6 | черен цар на бяло поле b7 · бял кон на бяло поле d7 · бял офицер на бяло поле h7 · бял цар на бяло поле e6 | черен цар на бяло поле b7 · бял кон на бяло поле d7 · бял офицер на бяло поле h7 · бял цар на бяло поле e6 | черен цар на бяло поле b7 · бял кон на бяло поле d7 · бял офицер на бяло поле h7 · бял цар на бяло поле e6 | черен цар на бяло поле b7 · бял кон на бяло поле d7 · бял офицер на бяло поле h7 · бял цар на бяло поле e6 | черен цар на бяло поле b7 · бял кон на бяло поле d7 · бял офицер на бяло поле h7 · бял цар на бяло поле e6 | черен цар на бяло поле b7 · бял кон на бяло поле d7 · бял офицер на бяло поле h7 · бял цар на бяло поле e6 | черен цар на бяло поле b7 · бял кон на бяло поле d7 · бял офицер на бяло поле h7 · бял цар на бяло поле e6 | 1 |
|   | a | b | c | d | e | f | g | h |   |

Стесняването на царя на по-слабата страна до ръба на дъската става чрез създаване на преградна стена от забранени полета, като се използват и трите фигури, особено царят. Стената постепенно се премества към ръба на дъската и това не изисква много усилия.
|   | a | b | c | d | e | f | g | h |   |
| 8 | черен цар на бяло поле a8 · бял цар на черно поле b6 · бял офицер на бяло поле e6 · бял кон на черно поле c5 | черен цар на бяло поле a8 · бял цар на черно поле b6 · бял офицер на бяло поле e6 · бял кон на черно поле c5 | черен цар на бяло поле a8 · бял цар на черно поле b6 · бял офицер на бяло поле e6 · бял кон на черно поле c5 | черен цар на бяло поле a8 · бял цар на черно поле b6 · бял офицер на бяло поле e6 · бял кон на черно поле c5 | черен цар на бяло поле a8 · бял цар на черно поле b6 · бял офицер на бяло поле e6 · бял кон на черно поле c5 | черен цар на бяло поле a8 · бял цар на черно поле b6 · бял офицер на бяло поле e6 · бял кон на черно поле c5 | черен цар на бяло поле a8 · бял цар на черно поле b6 · бял офицер на бяло поле e6 · бял кон на черно поле c5 | черен цар на бяло поле a8 · бял цар на черно поле b6 · бял офицер на бяло поле e6 · бял кон на черно поле c5 | 8 |
| 7 | черен цар на бяло поле a8 · бял цар на черно поле b6 · бял офицер на бяло поле e6 · бял кон на черно поле c5 | черен цар на бяло поле a8 · бял цар на черно поле b6 · бял офицер на бяло поле e6 · бял кон на черно поле c5 | черен цар на бяло поле a8 · бял цар на черно поле b6 · бял офицер на бяло поле e6 · бял кон на черно поле c5 | черен цар на бяло поле a8 · бял цар на черно поле b6 · бял офицер на бяло поле e6 · бял кон на черно поле c5 | черен цар на бяло поле a8 · бял цар на черно поле b6 · бял офицер на бяло поле e6 · бял кон на черно поле c5 | черен цар на бяло поле a8 · бял цар на черно поле b6 · бял офицер на бяло поле e6 · бял кон на черно поле c5 | черен цар на бяло поле a8 · бял цар на черно поле b6 · бял офицер на бяло поле e6 · бял кон на черно поле c5 | черен цар на бяло поле a8 · бял цар на черно поле b6 · бял офицер на бяло поле e6 · бял кон на черно поле c5 | 7 |
| 6 | черен цар на бяло поле a8 · бял цар на черно поле b6 · бял офицер на бяло поле e6 · бял кон на черно поле c5 | черен цар на бяло поле a8 · бял цар на черно поле b6 · бял офицер на бяло поле e6 · бял кон на черно поле c5 | черен цар на бяло поле a8 · бял цар на черно поле b6 · бял офицер на бяло поле e6 · бял кон на черно поле c5 | черен цар на бяло поле a8 · бял цар на черно поле b6 · бял офицер на бяло поле e6 · бял кон на черно поле c5 | черен цар на бяло поле a8 · бял цар на черно поле b6 · бял офицер на бяло поле e6 · бял кон на черно поле c5 | черен цар на бяло поле a8 · бял цар на черно поле b6 · бял офицер на бяло поле e6 · бял кон на черно поле c5 | черен цар на бяло поле a8 · бял цар на черно поле b6 · бял офицер на бяло поле e6 · бял кон на черно поле c5 | черен цар на бяло поле a8 · бял цар на черно поле b6 · бял офицер на бяло поле e6 · бял кон на черно поле c5 | 6 |
| 5 | черен цар на бяло поле a8 · бял цар на черно поле b6 · бял офицер на бяло поле e6 · бял кон на черно поле c5 | черен цар на бяло поле a8 · бял цар на черно поле b6 · бял офицер на бяло поле e6 · бял кон на черно поле c5 | черен цар на бяло поле a8 · бял цар на черно поле b6 · бял офицер на бяло поле e6 · бял кон на черно поле c5 | черен цар на бяло поле a8 · бял цар на черно поле b6 · бял офицер на бяло поле e6 · бял кон на черно поле c5 | черен цар на бяло поле a8 · бял цар на черно поле b6 · бял офицер на бяло поле e6 · бял кон на черно поле c5 | черен цар на бяло поле a8 · бял цар на черно поле b6 · бял офицер на бяло поле e6 · бял кон на черно поле c5 | черен цар на бяло поле a8 · бял цар на черно поле b6 · бял офицер на бяло поле e6 · бял кон на черно поле c5 | черен цар на бяло поле a8 · бял цар на черно поле b6 · бял офицер на бяло поле e6 · бял кон на черно поле c5 | 5 |
| 4 | черен цар на бяло поле a8 · бял цар на черно поле b6 · бял офицер на бяло поле e6 · бял кон на черно поле c5 | черен цар на бяло поле a8 · бял цар на черно поле b6 · бял офицер на бяло поле e6 · бял кон на черно поле c5 | черен цар на бяло поле a8 · бял цар на черно поле b6 · бял офицер на бяло поле e6 · бял кон на черно поле c5 | черен цар на бяло поле a8 · бял цар на черно поле b6 · бял офицер на бяло поле e6 · бял кон на черно поле c5 | черен цар на бяло поле a8 · бял цар на черно поле b6 · бял офицер на бяло поле e6 · бял кон на черно поле c5 | черен цар на бяло поле a8 · бял цар на черно поле b6 · бял офицер на бяло поле e6 · бял кон на черно поле c5 | черен цар на бяло поле a8 · бял цар на черно поле b6 · бял офицер на бяло поле e6 · бял кон на черно поле c5 | черен цар на бяло поле a8 · бял цар на черно поле b6 · бял офицер на бяло поле e6 · бял кон на черно поле c5 | 4 |
| 3 | черен цар на бяло поле a8 · бял цар на черно поле b6 · бял офицер на бяло поле e6 · бял кон на черно поле c5 | черен цар на бяло поле a8 · бял цар на черно поле b6 · бял офицер на бяло поле e6 · бял кон на черно поле c5 | черен цар на бяло поле a8 · бял цар на черно поле b6 · бял офицер на бяло поле e6 · бял кон на черно поле c5 | черен цар на бяло поле a8 · бял цар на черно поле b6 · бял офицер на бяло поле e6 · бял кон на черно поле c5 | черен цар на бяло поле a8 · бял цар на черно поле b6 · бял офицер на бяло поле e6 · бял кон на черно поле c5 | черен цар на бяло поле a8 · бял цар на черно поле b6 · бял офицер на бяло поле e6 · бял кон на черно поле c5 | черен цар на бяло поле a8 · бял цар на черно поле b6 · бял офицер на бяло поле e6 · бял кон на черно поле c5 | черен цар на бяло поле a8 · бял цар на черно поле b6 · бял офицер на бяло поле e6 · бял кон на черно поле c5 | 3 |
| 2 | черен цар на бяло поле a8 · бял цар на черно поле b6 · бял офицер на бяло поле e6 · бял кон на черно поле c5 | черен цар на бяло поле a8 · бял цар на черно поле b6 · бял офицер на бяло поле e6 · бял кон на черно поле c5 | черен цар на бяло поле a8 · бял цар на черно поле b6 · бял офицер на бяло поле e6 · бял кон на черно поле c5 | черен цар на бяло поле a8 · бял цар на черно поле b6 · бял офицер на бяло поле e6 · бял кон на черно поле c5 | черен цар на бяло поле a8 · бял цар на черно поле b6 · бял офицер на бяло поле e6 · бял кон на черно поле c5 | черен цар на бяло поле a8 · бял цар на черно поле b6 · бял офицер на бяло поле e6 · бял кон на черно поле c5 | черен цар на бяло поле a8 · бял цар на черно поле b6 · бял офицер на бяло поле e6 · бял кон на черно поле c5 | черен цар на бяло поле a8 · бял цар на черно поле b6 · бял офицер на бяло поле e6 · бял кон на черно поле c5 | 2 |
| 1 | черен цар на бяло поле a8 · бял цар на черно поле b6 · бял офицер на бяло поле e6 · бял кон на черно поле c5 | черен цар на бяло поле a8 · бял цар на черно поле b6 · бял офицер на бяло поле e6 · бял кон на черно поле c5 | черен цар на бяло поле a8 · бял цар на черно поле b6 · бял офицер на бяло поле e6 · бял кон на черно поле c5 | черен цар на бяло поле a8 · бял цар на черно поле b6 · бял офицер на бяло поле e6 · бял кон на черно поле c5 | черен цар на бяло поле a8 · бял цар на черно поле b6 · бял офицер на бяло поле e6 · бял кон на черно поле c5 | черен цар на бяло поле a8 · бял цар на черно поле b6 · бял офицер на бяло поле e6 · бял кон на черно поле c5 | черен цар на бяло поле a8 · бял цар на черно поле b6 · бял офицер на бяло поле e6 · бял кон на черно поле c5 | черен цар на бяло поле a8 · бял цар на черно поле b6 · бял офицер на бяло поле e6 · бял кон на черно поле c5 | 1 |
|   | a | b | c | d | e | f | g | h |   |

Царят на по-слабата страна се опитва да стои далеч от ръба на дъската възможно най-дълго и когато е принуден да отиде до ръба, трябва се стреми към ъгъла, противоположен на цвета на офицера на по-силната страна (грешния ъгъл), тъй като това е безопасно за него. Пример за изгонване на царя до желания ъгъл е показан на диаграма 2:
1. Kf7+ Цg8 2. Оg6 Цf8 3. Оh7 Цe8 4. Ke5! Цd8 (предполага се, че черният цар се стреми да остане повече време в черния ъгъл, тогава 4. … Цf8 5. Kd7+ Цe8 6. Цe6 Цd8 7. Цd6 Цe8 8. Оg6+ Цd8 9. Оf7 Цc8 10. Kc5 със същата последователност на матиране, както в главния вариант) 5. Цe6 Цc7 6. Kd7! Цb7 (диаграма 3) 7. Оd3! (сега черният цар няма да избяга от белия ъгъл) Цc6 8. Оc4 Цc7 9. Оd5 Цd8 10. Цd6 Цe8 11. Оe6 Цd8 12. Оf7 Цc8 13. Kc5 Цd8 14. Kb7+ Цc8 15. Цc6 Цb8 16. Цb6 Цc8 17. Оe6+ Цb8 18. Kc5 Цa8 (диаграма 4) 19. Оd7 Цb8 20. Ka6+ Цa8 21. Оc6#.
Както се вижда от примера, при маневрата си конят описва буквата W: f7-e5-d7-c5-b7-c5, известна като W-маневра.

## Примери за мат
|   | a | b | c | d | e | f | g | h |   |
| 8 | черен цар на черно поле h8 · бял цар на бяло поле g6 · бял офицер на черно поле h6 · бял кон на бяло поле f5 | черен цар на черно поле h8 · бял цар на бяло поле g6 · бял офицер на черно поле h6 · бял кон на бяло поле f5 | черен цар на черно поле h8 · бял цар на бяло поле g6 · бял офицер на черно поле h6 · бял кон на бяло поле f5 | черен цар на черно поле h8 · бял цар на бяло поле g6 · бял офицер на черно поле h6 · бял кон на бяло поле f5 | черен цар на черно поле h8 · бял цар на бяло поле g6 · бял офицер на черно поле h6 · бял кон на бяло поле f5 | черен цар на черно поле h8 · бял цар на бяло поле g6 · бял офицер на черно поле h6 · бял кон на бяло поле f5 | черен цар на черно поле h8 · бял цар на бяло поле g6 · бял офицер на черно поле h6 · бял кон на бяло поле f5 | черен цар на черно поле h8 · бял цар на бяло поле g6 · бял офицер на черно поле h6 · бял кон на бяло поле f5 | 8 |
| 7 | черен цар на черно поле h8 · бял цар на бяло поле g6 · бял офицер на черно поле h6 · бял кон на бяло поле f5 | черен цар на черно поле h8 · бял цар на бяло поле g6 · бял офицер на черно поле h6 · бял кон на бяло поле f5 | черен цар на черно поле h8 · бял цар на бяло поле g6 · бял офицер на черно поле h6 · бял кон на бяло поле f5 | черен цар на черно поле h8 · бял цар на бяло поле g6 · бял офицер на черно поле h6 · бял кон на бяло поле f5 | черен цар на черно поле h8 · бял цар на бяло поле g6 · бял офицер на черно поле h6 · бял кон на бяло поле f5 | черен цар на черно поле h8 · бял цар на бяло поле g6 · бял офицер на черно поле h6 · бял кон на бяло поле f5 | черен цар на черно поле h8 · бял цар на бяло поле g6 · бял офицер на черно поле h6 · бял кон на бяло поле f5 | черен цар на черно поле h8 · бял цар на бяло поле g6 · бял офицер на черно поле h6 · бял кон на бяло поле f5 | 7 |
| 6 | черен цар на черно поле h8 · бял цар на бяло поле g6 · бял офицер на черно поле h6 · бял кон на бяло поле f5 | черен цар на черно поле h8 · бял цар на бяло поле g6 · бял офицер на черно поле h6 · бял кон на бяло поле f5 | черен цар на черно поле h8 · бял цар на бяло поле g6 · бял офицер на черно поле h6 · бял кон на бяло поле f5 | черен цар на черно поле h8 · бял цар на бяло поле g6 · бял офицер на черно поле h6 · бял кон на бяло поле f5 | черен цар на черно поле h8 · бял цар на бяло поле g6 · бял офицер на черно поле h6 · бял кон на бяло поле f5 | черен цар на черно поле h8 · бял цар на бяло поле g6 · бял офицер на черно поле h6 · бял кон на бяло поле f5 | черен цар на черно поле h8 · бял цар на бяло поле g6 · бял офицер на черно поле h6 · бял кон на бяло поле f5 | черен цар на черно поле h8 · бял цар на бяло поле g6 · бял офицер на черно поле h6 · бял кон на бяло поле f5 | 6 |
| 5 | черен цар на черно поле h8 · бял цар на бяло поле g6 · бял офицер на черно поле h6 · бял кон на бяло поле f5 | черен цар на черно поле h8 · бял цар на бяло поле g6 · бял офицер на черно поле h6 · бял кон на бяло поле f5 | черен цар на черно поле h8 · бял цар на бяло поле g6 · бял офицер на черно поле h6 · бял кон на бяло поле f5 | черен цар на черно поле h8 · бял цар на бяло поле g6 · бял офицер на черно поле h6 · бял кон на бяло поле f5 | черен цар на черно поле h8 · бял цар на бяло поле g6 · бял офицер на черно поле h6 · бял кон на бяло поле f5 | черен цар на черно поле h8 · бял цар на бяло поле g6 · бял офицер на черно поле h6 · бял кон на бяло поле f5 | черен цар на черно поле h8 · бял цар на бяло поле g6 · бял офицер на черно поле h6 · бял кон на бяло поле f5 | черен цар на черно поле h8 · бял цар на бяло поле g6 · бял офицер на черно поле h6 · бял кон на бяло поле f5 | 5 |
| 4 | черен цар на черно поле h8 · бял цар на бяло поле g6 · бял офицер на черно поле h6 · бял кон на бяло поле f5 | черен цар на черно поле h8 · бял цар на бяло поле g6 · бял офицер на черно поле h6 · бял кон на бяло поле f5 | черен цар на черно поле h8 · бял цар на бяло поле g6 · бял офицер на черно поле h6 · бял кон на бяло поле f5 | черен цар на черно поле h8 · бял цар на бяло поле g6 · бял офицер на черно поле h6 · бял кон на бяло поле f5 | черен цар на черно поле h8 · бял цар на бяло поле g6 · бял офицер на черно поле h6 · бял кон на бяло поле f5 | черен цар на черно поле h8 · бял цар на бяло поле g6 · бял офицер на черно поле h6 · бял кон на бяло поле f5 | черен цар на черно поле h8 · бял цар на бяло поле g6 · бял офицер на черно поле h6 · бял кон на бяло поле f5 | черен цар на черно поле h8 · бял цар на бяло поле g6 · бял офицер на черно поле h6 · бял кон на бяло поле f5 | 4 |
| 3 | черен цар на черно поле h8 · бял цар на бяло поле g6 · бял офицер на черно поле h6 · бял кон на бяло поле f5 | черен цар на черно поле h8 · бял цар на бяло поле g6 · бял офицер на черно поле h6 · бял кон на бяло поле f5 | черен цар на черно поле h8 · бял цар на бяло поле g6 · бял офицер на черно поле h6 · бял кон на бяло поле f5 | черен цар на черно поле h8 · бял цар на бяло поле g6 · бял офицер на черно поле h6 · бял кон на бяло поле f5 | черен цар на черно поле h8 · бял цар на бяло поле g6 · бял офицер на черно поле h6 · бял кон на бяло поле f5 | черен цар на черно поле h8 · бял цар на бяло поле g6 · бял офицер на черно поле h6 · бял кон на бяло поле f5 | черен цар на черно поле h8 · бял цар на бяло поле g6 · бял офицер на черно поле h6 · бял кон на бяло поле f5 | черен цар на черно поле h8 · бял цар на бяло поле g6 · бял офицер на черно поле h6 · бял кон на бяло поле f5 | 3 |
| 2 | черен цар на черно поле h8 · бял цар на бяло поле g6 · бял офицер на черно поле h6 · бял кон на бяло поле f5 | черен цар на черно поле h8 · бял цар на бяло поле g6 · бял офицер на черно поле h6 · бял кон на бяло поле f5 | черен цар на черно поле h8 · бял цар на бяло поле g6 · бял офицер на черно поле h6 · бял кон на бяло поле f5 | черен цар на черно поле h8 · бял цар на бяло поле g6 · бял офицер на черно поле h6 · бял кон на бяло поле f5 | черен цар на черно поле h8 · бял цар на бяло поле g6 · бял офицер на черно поле h6 · бял кон на бяло поле f5 | черен цар на черно поле h8 · бял цар на бяло поле g6 · бял офицер на черно поле h6 · бял кон на бяло поле f5 | черен цар на черно поле h8 · бял цар на бяло поле g6 · бял офицер на черно поле h6 · бял кон на бяло поле f5 | черен цар на черно поле h8 · бял цар на бяло поле g6 · бял офицер на черно поле h6 · бял кон на бяло поле f5 | 2 |
| 1 | черен цар на черно поле h8 · бял цар на бяло поле g6 · бял офицер на черно поле h6 · бял кон на бяло поле f5 | черен цар на черно поле h8 · бял цар на бяло поле g6 · бял офицер на черно поле h6 · бял кон на бяло поле f5 | черен цар на черно поле h8 · бял цар на бяло поле g6 · бял офицер на черно поле h6 · бял кон на бяло поле f5 | черен цар на черно поле h8 · бял цар на бяло поле g6 · бял офицер на черно поле h6 · бял кон на бяло поле f5 | черен цар на черно поле h8 · бял цар на бяло поле g6 · бял офицер на черно поле h6 · бял кон на бяло поле f5 | черен цар на черно поле h8 · бял цар на бяло поле g6 · бял офицер на черно поле h6 · бял кон на бяло поле f5 | черен цар на черно поле h8 · бял цар на бяло поле g6 · бял офицер на черно поле h6 · бял кон на бяло поле f5 | черен цар на черно поле h8 · бял цар на бяло поле g6 · бял офицер на черно поле h6 · бял кон на бяло поле f5 | 1 |
|   | a | b | c | d | e | f | g | h |   |

|   | a | b | c | d | e | f | g | h |   |
| 8 | черен цар на черно поле a7 · бял офицер на бяло поле b7 · бял цар на черно поле c7 · бял кон на бяло поле c6 | черен цар на черно поле a7 · бял офицер на бяло поле b7 · бял цар на черно поле c7 · бял кон на бяло поле c6 | черен цар на черно поле a7 · бял офицер на бяло поле b7 · бял цар на черно поле c7 · бял кон на бяло поле c6 | черен цар на черно поле a7 · бял офицер на бяло поле b7 · бял цар на черно поле c7 · бял кон на бяло поле c6 | черен цар на черно поле a7 · бял офицер на бяло поле b7 · бял цар на черно поле c7 · бял кон на бяло поле c6 | черен цар на черно поле a7 · бял офицер на бяло поле b7 · бял цар на черно поле c7 · бял кон на бяло поле c6 | черен цар на черно поле a7 · бял офицер на бяло поле b7 · бял цар на черно поле c7 · бял кон на бяло поле c6 | черен цар на черно поле a7 · бял офицер на бяло поле b7 · бял цар на черно поле c7 · бял кон на бяло поле c6 | 8 |
| 7 | черен цар на черно поле a7 · бял офицер на бяло поле b7 · бял цар на черно поле c7 · бял кон на бяло поле c6 | черен цар на черно поле a7 · бял офицер на бяло поле b7 · бял цар на черно поле c7 · бял кон на бяло поле c6 | черен цар на черно поле a7 · бял офицер на бяло поле b7 · бял цар на черно поле c7 · бял кон на бяло поле c6 | черен цар на черно поле a7 · бял офицер на бяло поле b7 · бял цар на черно поле c7 · бял кон на бяло поле c6 | черен цар на черно поле a7 · бял офицер на бяло поле b7 · бял цар на черно поле c7 · бял кон на бяло поле c6 | черен цар на черно поле a7 · бял офицер на бяло поле b7 · бял цар на черно поле c7 · бял кон на бяло поле c6 | черен цар на черно поле a7 · бял офицер на бяло поле b7 · бял цар на черно поле c7 · бял кон на бяло поле c6 | черен цар на черно поле a7 · бял офицер на бяло поле b7 · бял цар на черно поле c7 · бял кон на бяло поле c6 | 7 |
| 6 | черен цар на черно поле a7 · бял офицер на бяло поле b7 · бял цар на черно поле c7 · бял кон на бяло поле c6 | черен цар на черно поле a7 · бял офицер на бяло поле b7 · бял цар на черно поле c7 · бял кон на бяло поле c6 | черен цар на черно поле a7 · бял офицер на бяло поле b7 · бял цар на черно поле c7 · бял кон на бяло поле c6 | черен цар на черно поле a7 · бял офицер на бяло поле b7 · бял цар на черно поле c7 · бял кон на бяло поле c6 | черен цар на черно поле a7 · бял офицер на бяло поле b7 · бял цар на черно поле c7 · бял кон на бяло поле c6 | черен цар на черно поле a7 · бял офицер на бяло поле b7 · бял цар на черно поле c7 · бял кон на бяло поле c6 | черен цар на черно поле a7 · бял офицер на бяло поле b7 · бял цар на черно поле c7 · бял кон на бяло поле c6 | черен цар на черно поле a7 · бял офицер на бяло поле b7 · бял цар на черно поле c7 · бял кон на бяло поле c6 | 6 |
| 5 | черен цар на черно поле a7 · бял офицер на бяло поле b7 · бял цар на черно поле c7 · бял кон на бяло поле c6 | черен цар на черно поле a7 · бял офицер на бяло поле b7 · бял цар на черно поле c7 · бял кон на бяло поле c6 | черен цар на черно поле a7 · бял офицер на бяло поле b7 · бял цар на черно поле c7 · бял кон на бяло поле c6 | черен цар на черно поле a7 · бял офицер на бяло поле b7 · бял цар на черно поле c7 · бял кон на бяло поле c6 | черен цар на черно поле a7 · бял офицер на бяло поле b7 · бял цар на черно поле c7 · бял кон на бяло поле c6 | черен цар на черно поле a7 · бял офицер на бяло поле b7 · бял цар на черно поле c7 · бял кон на бяло поле c6 | черен цар на черно поле a7 · бял офицер на бяло поле b7 · бял цар на черно поле c7 · бял кон на бяло поле c6 | черен цар на черно поле a7 · бял офицер на бяло поле b7 · бял цар на черно поле c7 · бял кон на бяло поле c6 | 5 |
| 4 | черен цар на черно поле a7 · бял офицер на бяло поле b7 · бял цар на черно поле c7 · бял кон на бяло поле c6 | черен цар на черно поле a7 · бял офицер на бяло поле b7 · бял цар на черно поле c7 · бял кон на бяло поле c6 | черен цар на черно поле a7 · бял офицер на бяло поле b7 · бял цар на черно поле c7 · бял кон на бяло поле c6 | черен цар на черно поле a7 · бял офицер на бяло поле b7 · бял цар на черно поле c7 · бял кон на бяло поле c6 | черен цар на черно поле a7 · бял офицер на бяло поле b7 · бял цар на черно поле c7 · бял кон на бяло поле c6 | черен цар на черно поле a7 · бял офицер на бяло поле b7 · бял цар на черно поле c7 · бял кон на бяло поле c6 | черен цар на черно поле a7 · бял офицер на бяло поле b7 · бял цар на черно поле c7 · бял кон на бяло поле c6 | черен цар на черно поле a7 · бял офицер на бяло поле b7 · бял цар на черно поле c7 · бял кон на бяло поле c6 | 4 |
| 3 | черен цар на черно поле a7 · бял офицер на бяло поле b7 · бял цар на черно поле c7 · бял кон на бяло поле c6 | черен цар на черно поле a7 · бял офицер на бяло поле b7 · бял цар на черно поле c7 · бял кон на бяло поле c6 | черен цар на черно поле a7 · бял офицер на бяло поле b7 · бял цар на черно поле c7 · бял кон на бяло поле c6 | черен цар на черно поле a7 · бял офицер на бяло поле b7 · бял цар на черно поле c7 · бял кон на бяло поле c6 | черен цар на черно поле a7 · бял офицер на бяло поле b7 · бял цар на черно поле c7 · бял кон на бяло поле c6 | черен цар на черно поле a7 · бял офицер на бяло поле b7 · бял цар на черно поле c7 · бял кон на бяло поле c6 | черен цар на черно поле a7 · бял офицер на бяло поле b7 · бял цар на черно поле c7 · бял кон на бяло поле c6 | черен цар на черно поле a7 · бял офицер на бяло поле b7 · бял цар на черно поле c7 · бял кон на бяло поле c6 | 3 |
| 2 | черен цар на черно поле a7 · бял офицер на бяло поле b7 · бял цар на черно поле c7 · бял кон на бяло поле c6 | черен цар на черно поле a7 · бял офицер на бяло поле b7 · бял цар на черно поле c7 · бял кон на бяло поле c6 | черен цар на черно поле a7 · бял офицер на бяло поле b7 · бял цар на черно поле c7 · бял кон на бяло поле c6 | черен цар на черно поле a7 · бял офицер на бяло поле b7 · бял цар на черно поле c7 · бял кон на бяло поле c6 | черен цар на черно поле a7 · бял офицер на бяло поле b7 · бял цар на черно поле c7 · бял кон на бяло поле c6 | черен цар на черно поле a7 · бял офицер на бяло поле b7 · бял цар на черно поле c7 · бял кон на бяло поле c6 | черен цар на черно поле a7 · бял офицер на бяло поле b7 · бял цар на черно поле c7 · бял кон на бяло поле c6 | черен цар на черно поле a7 · бял офицер на бяло поле b7 · бял цар на черно поле c7 · бял кон на бяло поле c6 | 2 |
| 1 | черен цар на черно поле a7 · бял офицер на бяло поле b7 · бял цар на черно поле c7 · бял кон на бяло поле c6 | черен цар на черно поле a7 · бял офицер на бяло поле b7 · бял цар на черно поле c7 · бял кон на бяло поле c6 | черен цар на черно поле a7 · бял офицер на бяло поле b7 · бял цар на черно поле c7 · бял кон на бяло поле c6 | черен цар на черно поле a7 · бял офицер на бяло поле b7 · бял цар на черно поле c7 · бял кон на бяло поле c6 | черен цар на черно поле a7 · бял офицер на бяло поле b7 · бял цар на черно поле c7 · бял кон на бяло поле c6 | черен цар на черно поле a7 · бял офицер на бяло поле b7 · бял цар на черно поле c7 · бял кон на бяло поле c6 | черен цар на черно поле a7 · бял офицер на бяло поле b7 · бял цар на черно поле c7 · бял кон на бяло поле c6 | черен цар на черно поле a7 · бял офицер на бяло поле b7 · бял цар на черно поле c7 · бял кон на бяло поле c6 | 1 |
|   | a | b | c | d | e | f | g | h |   |

|   | a | b | c | d | e | f | g | h |   |
| 8 | черен цар на бяло поле e8 · бял офицер на черно поле e7 · бял кон на черно поле d6 · бял цар на бяло поле e6 | черен цар на бяло поле e8 · бял офицер на черно поле e7 · бял кон на черно поле d6 · бял цар на бяло поле e6 | черен цар на бяло поле e8 · бял офицер на черно поле e7 · бял кон на черно поле d6 · бял цар на бяло поле e6 | черен цар на бяло поле e8 · бял офицер на черно поле e7 · бял кон на черно поле d6 · бял цар на бяло поле e6 | черен цар на бяло поле e8 · бял офицер на черно поле e7 · бял кон на черно поле d6 · бял цар на бяло поле e6 | черен цар на бяло поле e8 · бял офицер на черно поле e7 · бял кон на черно поле d6 · бял цар на бяло поле e6 | черен цар на бяло поле e8 · бял офицер на черно поле e7 · бял кон на черно поле d6 · бял цар на бяло поле e6 | черен цар на бяло поле e8 · бял офицер на черно поле e7 · бял кон на черно поле d6 · бял цар на бяло поле e6 | 8 |
| 7 | черен цар на бяло поле e8 · бял офицер на черно поле e7 · бял кон на черно поле d6 · бял цар на бяло поле e6 | черен цар на бяло поле e8 · бял офицер на черно поле e7 · бял кон на черно поле d6 · бял цар на бяло поле e6 | черен цар на бяло поле e8 · бял офицер на черно поле e7 · бял кон на черно поле d6 · бял цар на бяло поле e6 | черен цар на бяло поле e8 · бял офицер на черно поле e7 · бял кон на черно поле d6 · бял цар на бяло поле e6 | черен цар на бяло поле e8 · бял офицер на черно поле e7 · бял кон на черно поле d6 · бял цар на бяло поле e6 | черен цар на бяло поле e8 · бял офицер на черно поле e7 · бял кон на черно поле d6 · бял цар на бяло поле e6 | черен цар на бяло поле e8 · бял офицер на черно поле e7 · бял кон на черно поле d6 · бял цар на бяло поле e6 | черен цар на бяло поле e8 · бял офицер на черно поле e7 · бял кон на черно поле d6 · бял цар на бяло поле e6 | 7 |
| 6 | черен цар на бяло поле e8 · бял офицер на черно поле e7 · бял кон на черно поле d6 · бял цар на бяло поле e6 | черен цар на бяло поле e8 · бял офицер на черно поле e7 · бял кон на черно поле d6 · бял цар на бяло поле e6 | черен цар на бяло поле e8 · бял офицер на черно поле e7 · бял кон на черно поле d6 · бял цар на бяло поле e6 | черен цар на бяло поле e8 · бял офицер на черно поле e7 · бял кон на черно поле d6 · бял цар на бяло поле e6 | черен цар на бяло поле e8 · бял офицер на черно поле e7 · бял кон на черно поле d6 · бял цар на бяло поле e6 | черен цар на бяло поле e8 · бял офицер на черно поле e7 · бял кон на черно поле d6 · бял цар на бяло поле e6 | черен цар на бяло поле e8 · бял офицер на черно поле e7 · бял кон на черно поле d6 · бял цар на бяло поле e6 | черен цар на бяло поле e8 · бял офицер на черно поле e7 · бял кон на черно поле d6 · бял цар на бяло поле e6 | 6 |
| 5 | черен цар на бяло поле e8 · бял офицер на черно поле e7 · бял кон на черно поле d6 · бял цар на бяло поле e6 | черен цар на бяло поле e8 · бял офицер на черно поле e7 · бял кон на черно поле d6 · бял цар на бяло поле e6 | черен цар на бяло поле e8 · бял офицер на черно поле e7 · бял кон на черно поле d6 · бял цар на бяло поле e6 | черен цар на бяло поле e8 · бял офицер на черно поле e7 · бял кон на черно поле d6 · бял цар на бяло поле e6 | черен цар на бяло поле e8 · бял офицер на черно поле e7 · бял кон на черно поле d6 · бял цар на бяло поле e6 | черен цар на бяло поле e8 · бял офицер на черно поле e7 · бял кон на черно поле d6 · бял цар на бяло поле e6 | черен цар на бяло поле e8 · бял офицер на черно поле e7 · бял кон на черно поле d6 · бял цар на бяло поле e6 | черен цар на бяло поле e8 · бял офицер на черно поле e7 · бял кон на черно поле d6 · бял цар на бяло поле e6 | 5 |
| 4 | черен цар на бяло поле e8 · бял офицер на черно поле e7 · бял кон на черно поле d6 · бял цар на бяло поле e6 | черен цар на бяло поле e8 · бял офицер на черно поле e7 · бял кон на черно поле d6 · бял цар на бяло поле e6 | черен цар на бяло поле e8 · бял офицер на черно поле e7 · бял кон на черно поле d6 · бял цар на бяло поле e6 | черен цар на бяло поле e8 · бял офицер на черно поле e7 · бял кон на черно поле d6 · бял цар на бяло поле e6 | черен цар на бяло поле e8 · бял офицер на черно поле e7 · бял кон на черно поле d6 · бял цар на бяло поле e6 | черен цар на бяло поле e8 · бял офицер на черно поле e7 · бял кон на черно поле d6 · бял цар на бяло поле e6 | черен цар на бяло поле e8 · бял офицер на черно поле e7 · бял кон на черно поле d6 · бял цар на бяло поле e6 | черен цар на бяло поле e8 · бял офицер на черно поле e7 · бял кон на черно поле d6 · бял цар на бяло поле e6 | 4 |
| 3 | черен цар на бяло поле e8 · бял офицер на черно поле e7 · бял кон на черно поле d6 · бял цар на бяло поле e6 | черен цар на бяло поле e8 · бял офицер на черно поле e7 · бял кон на черно поле d6 · бял цар на бяло поле e6 | черен цар на бяло поле e8 · бял офицер на черно поле e7 · бял кон на черно поле d6 · бял цар на бяло поле e6 | черен цар на бяло поле e8 · бял офицер на черно поле e7 · бял кон на черно поле d6 · бял цар на бяло поле e6 | черен цар на бяло поле e8 · бял офицер на черно поле e7 · бял кон на черно поле d6 · бял цар на бяло поле e6 | черен цар на бяло поле e8 · бял офицер на черно поле e7 · бял кон на черно поле d6 · бял цар на бяло поле e6 | черен цар на бяло поле e8 · бял офицер на черно поле e7 · бял кон на черно поле d6 · бял цар на бяло поле e6 | черен цар на бяло поле e8 · бял офицер на черно поле e7 · бял кон на черно поле d6 · бял цар на бяло поле e6 | 3 |
| 2 | черен цар на бяло поле e8 · бял офицер на черно поле e7 · бял кон на черно поле d6 · бял цар на бяло поле e6 | черен цар на бяло поле e8 · бял офицер на черно поле e7 · бял кон на черно поле d6 · бял цар на бяло поле e6 | черен цар на бяло поле e8 · бял офицер на черно поле e7 · бял кон на черно поле d6 · бял цар на бяло поле e6 | черен цар на бяло поле e8 · бял офицер на черно поле e7 · бял кон на черно поле d6 · бял цар на бяло поле e6 | черен цар на бяло поле e8 · бял офицер на черно поле e7 · бял кон на черно поле d6 · бял цар на бяло поле e6 | черен цар на бяло поле e8 · бял офицер на черно поле e7 · бял кон на черно поле d6 · бял цар на бяло поле e6 | черен цар на бяло поле e8 · бял офицер на черно поле e7 · бял кон на черно поле d6 · бял цар на бяло поле e6 | черен цар на бяло поле e8 · бял офицер на черно поле e7 · бял кон на черно поле d6 · бял цар на бяло поле e6 | 2 |
| 1 | черен цар на бяло поле e8 · бял офицер на черно поле e7 · бял кон на черно поле d6 · бял цар на бяло поле e6 | черен цар на бяло поле e8 · бял офицер на черно поле e7 · бял кон на черно поле d6 · бял цар на бяло поле e6 | черен цар на бяло поле e8 · бял офицер на черно поле e7 · бял кон на черно поле d6 · бял цар на бяло поле e6 | черен цар на бяло поле e8 · бял офицер на черно поле e7 · бял кон на черно поле d6 · бял цар на бяло поле e6 | черен цар на бяло поле e8 · бял офицер на черно поле e7 · бял кон на черно поле d6 · бял цар на бяло поле e6 | черен цар на бяло поле e8 · бял офицер на черно поле e7 · бял кон на черно поле d6 · бял цар на бяло поле e6 | черен цар на бяло поле e8 · бял офицер на черно поле e7 · бял кон на черно поле d6 · бял цар на бяло поле e6 | черен цар на бяло поле e8 · бял офицер на черно поле e7 · бял кон на черно поле d6 · бял цар на бяло поле e6 | 1 |
|   | a | b | c | d | e | f | g | h |   |

|   | a | b | c | d | e | f | g | h |   |
| 8 | черен цар на бяло поле a8 · бял офицер на черно поле a7 · бял кон на черно поле c7 · бял цар на бяло поле a6 | черен цар на бяло поле a8 · бял офицер на черно поле a7 · бял кон на черно поле c7 · бял цар на бяло поле a6 | черен цар на бяло поле a8 · бял офицер на черно поле a7 · бял кон на черно поле c7 · бял цар на бяло поле a6 | черен цар на бяло поле a8 · бял офицер на черно поле a7 · бял кон на черно поле c7 · бял цар на бяло поле a6 | черен цар на бяло поле a8 · бял офицер на черно поле a7 · бял кон на черно поле c7 · бял цар на бяло поле a6 | черен цар на бяло поле a8 · бял офицер на черно поле a7 · бял кон на черно поле c7 · бял цар на бяло поле a6 | черен цар на бяло поле a8 · бял офицер на черно поле a7 · бял кон на черно поле c7 · бял цар на бяло поле a6 | черен цар на бяло поле a8 · бял офицер на черно поле a7 · бял кон на черно поле c7 · бял цар на бяло поле a6 | 8 |
| 7 | черен цар на бяло поле a8 · бял офицер на черно поле a7 · бял кон на черно поле c7 · бял цар на бяло поле a6 | черен цар на бяло поле a8 · бял офицер на черно поле a7 · бял кон на черно поле c7 · бял цар на бяло поле a6 | черен цар на бяло поле a8 · бял офицер на черно поле a7 · бял кон на черно поле c7 · бял цар на бяло поле a6 | черен цар на бяло поле a8 · бял офицер на черно поле a7 · бял кон на черно поле c7 · бял цар на бяло поле a6 | черен цар на бяло поле a8 · бял офицер на черно поле a7 · бял кон на черно поле c7 · бял цар на бяло поле a6 | черен цар на бяло поле a8 · бял офицер на черно поле a7 · бял кон на черно поле c7 · бял цар на бяло поле a6 | черен цар на бяло поле a8 · бял офицер на черно поле a7 · бял кон на черно поле c7 · бял цар на бяло поле a6 | черен цар на бяло поле a8 · бял офицер на черно поле a7 · бял кон на черно поле c7 · бял цар на бяло поле a6 | 7 |
| 6 | черен цар на бяло поле a8 · бял офицер на черно поле a7 · бял кон на черно поле c7 · бял цар на бяло поле a6 | черен цар на бяло поле a8 · бял офицер на черно поле a7 · бял кон на черно поле c7 · бял цар на бяло поле a6 | черен цар на бяло поле a8 · бял офицер на черно поле a7 · бял кон на черно поле c7 · бял цар на бяло поле a6 | черен цар на бяло поле a8 · бял офицер на черно поле a7 · бял кон на черно поле c7 · бял цар на бяло поле a6 | черен цар на бяло поле a8 · бял офицер на черно поле a7 · бял кон на черно поле c7 · бял цар на бяло поле a6 | черен цар на бяло поле a8 · бял офицер на черно поле a7 · бял кон на черно поле c7 · бял цар на бяло поле a6 | черен цар на бяло поле a8 · бял офицер на черно поле a7 · бял кон на черно поле c7 · бял цар на бяло поле a6 | черен цар на бяло поле a8 · бял офицер на черно поле a7 · бял кон на черно поле c7 · бял цар на бяло поле a6 | 6 |
| 5 | черен цар на бяло поле a8 · бял офицер на черно поле a7 · бял кон на черно поле c7 · бял цар на бяло поле a6 | черен цар на бяло поле a8 · бял офицер на черно поле a7 · бял кон на черно поле c7 · бял цар на бяло поле a6 | черен цар на бяло поле a8 · бял офицер на черно поле a7 · бял кон на черно поле c7 · бял цар на бяло поле a6 | черен цар на бяло поле a8 · бял офицер на черно поле a7 · бял кон на черно поле c7 · бял цар на бяло поле a6 | черен цар на бяло поле a8 · бял офицер на черно поле a7 · бял кон на черно поле c7 · бял цар на бяло поле a6 | черен цар на бяло поле a8 · бял офицер на черно поле a7 · бял кон на черно поле c7 · бял цар на бяло поле a6 | черен цар на бяло поле a8 · бял офицер на черно поле a7 · бял кон на черно поле c7 · бял цар на бяло поле a6 | черен цар на бяло поле a8 · бял офицер на черно поле a7 · бял кон на черно поле c7 · бял цар на бяло поле a6 | 5 |
| 4 | черен цар на бяло поле a8 · бял офицер на черно поле a7 · бял кон на черно поле c7 · бял цар на бяло поле a6 | черен цар на бяло поле a8 · бял офицер на черно поле a7 · бял кон на черно поле c7 · бял цар на бяло поле a6 | черен цар на бяло поле a8 · бял офицер на черно поле a7 · бял кон на черно поле c7 · бял цар на бяло поле a6 | черен цар на бяло поле a8 · бял офицер на черно поле a7 · бял кон на черно поле c7 · бял цар на бяло поле a6 | черен цар на бяло поле a8 · бял офицер на черно поле a7 · бял кон на черно поле c7 · бял цар на бяло поле a6 | черен цар на бяло поле a8 · бял офицер на черно поле a7 · бял кон на черно поле c7 · бял цар на бяло поле a6 | черен цар на бяло поле a8 · бял офицер на черно поле a7 · бял кон на черно поле c7 · бял цар на бяло поле a6 | черен цар на бяло поле a8 · бял офицер на черно поле a7 · бял кон на черно поле c7 · бял цар на бяло поле a6 | 4 |
| 3 | черен цар на бяло поле a8 · бял офицер на черно поле a7 · бял кон на черно поле c7 · бял цар на бяло поле a6 | черен цар на бяло поле a8 · бял офицер на черно поле a7 · бял кон на черно поле c7 · бял цар на бяло поле a6 | черен цар на бяло поле a8 · бял офицер на черно поле a7 · бял кон на черно поле c7 · бял цар на бяло поле a6 | черен цар на бяло поле a8 · бял офицер на черно поле a7 · бял кон на черно поле c7 · бял цар на бяло поле a6 | черен цар на бяло поле a8 · бял офицер на черно поле a7 · бял кон на черно поле c7 · бял цар на бяло поле a6 | черен цар на бяло поле a8 · бял офицер на черно поле a7 · бял кон на черно поле c7 · бял цар на бяло поле a6 | черен цар на бяло поле a8 · бял офицер на черно поле a7 · бял кон на черно поле c7 · бял цар на бяло поле a6 | черен цар на бяло поле a8 · бял офицер на черно поле a7 · бял кон на черно поле c7 · бял цар на бяло поле a6 | 3 |
| 2 | черен цар на бяло поле a8 · бял офицер на черно поле a7 · бял кон на черно поле c7 · бял цар на бяло поле a6 | черен цар на бяло поле a8 · бял офицер на черно поле a7 · бял кон на черно поле c7 · бял цар на бяло поле a6 | черен цар на бяло поле a8 · бял офицер на черно поле a7 · бял кон на черно поле c7 · бял цар на бяло поле a6 | черен цар на бяло поле a8 · бял офицер на черно поле a7 · бял кон на черно поле c7 · бял цар на бяло поле a6 | черен цар на бяло поле a8 · бял офицер на черно поле a7 · бял кон на черно поле c7 · бял цар на бяло поле a6 | черен цар на бяло поле a8 · бял офицер на черно поле a7 · бял кон на черно поле c7 · бял цар на бяло поле a6 | черен цар на бяло поле a8 · бял офицер на черно поле a7 · бял кон на черно поле c7 · бял цар на бяло поле a6 | черен цар на бяло поле a8 · бял офицер на черно поле a7 · бял кон на черно поле c7 · бял цар на бяло поле a6 | 2 |
| 1 | черен цар на бяло поле a8 · бял офицер на черно поле a7 · бял кон на черно поле c7 · бял цар на бяло поле a6 | черен цар на бяло поле a8 · бял офицер на черно поле a7 · бял кон на черно поле c7 · бял цар на бяло поле a6 | черен цар на бяло поле a8 · бял офицер на черно поле a7 · бял кон на черно поле c7 · бял цар на бяло поле a6 | черен цар на бяло поле a8 · бял офицер на черно поле a7 · бял кон на черно поле c7 · бял цар на бяло поле a6 | черен цар на бяло поле a8 · бял офицер на черно поле a7 · бял кон на черно поле c7 · бял цар на бяло поле a6 | черен цар на бяло поле a8 · бял офицер на черно поле a7 · бял кон на черно поле c7 · бял цар на бяло поле a6 | черен цар на бяло поле a8 · бял офицер на черно поле a7 · бял кон на черно поле c7 · бял цар на бяло поле a6 | черен цар на бяло поле a8 · бял офицер на черно поле a7 · бял кон на черно поле c7 · бял цар на бяло поле a6 | 1 |
|   | a | b | c | d | e | f | g | h |   |

## Интересни факти
- На 47-то първенство на СССР по шахмат (Минск, 1979) в партията между участниците с най-висок и най-нисък рейтинг Юрий Балашов (2600) и Юрий Аникаев (2455) възниква ендшпил „кон и офицер против сам цар“. Аникаев в течение на 20 хода проверява техниката за матиране на своя съперник. Тя се оказва добра: Балашов заставя неприятелския цар да се насочи в ъгъла с цвета на полетата, по които се движи офицерът. И едва тогава Аникаев се предава.
- През 2013 година на четвъртия етап на Гран-При световната шампионка Анна Ушенина не могла да постигне мат с офицер и кон за 50 хода срещу Олга Гиря.
- Също така широко е известна куриозната история, случила се със съветския майстор от Киев Евсей Поляк, който не успял да постигне мат с кон и офицер за 50 ходов, и партия завършила наравно. 
„Царя трябваше да се гони в ъгъл с цвета на офицера!“ – казвали му след партията.
 „Аз го карах, но по някаква причина той не отиде там!“ – отговорил нещастният майстор [3].